# 営団6000系電車
営団6000系電車（えいだん6000けいでんしゃ）は、1968年（昭和43年）に登場した帝都高速度交通営団（営団）の通勤形電車である。2004年（平成16年）4月の営団民営化に伴い、東京地下鉄（東京メトロ）に継承された。

## 概要
20m4扉のアルミ合金車体、制御方式として回生ブレーキ付き電機子チョッパ制御方式といった当時の最新技術を積極的に採用し、「耐用年数40年以上、新技術の導入、保守の容易化、車両の軽量化」を設計の基本としている。1968年（昭和43年）から1990年（平成2年）まで試作車・量産車あわせて36編成353両が製造された。
1971年3月20日の千代田線大手町 - 霞ケ関間延伸開業に合わせて営業運転が開始された。この前年の1970年に電機子チョッパ制御車として日本初の営業運転を開始した阪神電気鉄道の7001・7101形は、回生ブレーキのない力行専用車であった。
千代田線には、当初から電機子チョッパ制御を採用した本系列を投入する予定であったが、当時新しい制御方式であるチョッパ制御の開発・試験には大きく時間を要したことから、千代田線最初の開業には間に合わなかった。このため、東西線用として製造していた5000系を千代田線に投入した。ただし、千代田線での長期の運用を考慮しておらず、将来の東西線輸送力増強時には同線に転籍させることを考慮していた。
6000系のチョッパ制御と車体スタイルは、後に有楽町線用として登場した7000系や、半蔵門線用として登場した8000系に引き継がれた。
なお、6000系の後継・増備系列として1992年（平成4年）に06系10両編成1本が製造されたが、その後の増備には至らなかった（2015年に廃車）。後述の更新工事施工もあって「21世紀の電車」という登場時のキャッチフレーズそのままに、21世紀となった2000年代に入っても千代田線の主力車両として運用されていたが、本系列の代替を目的とした後継車16000系の登場により2010年（平成22年）から廃車が開始され、2018年（平成30年）に千代田線での運用を終了した（後述）。

### 受賞歴
1972年（昭和47年）3月25日に「直流電気車用主回路チョッパ制御装置の開発」による業績に対して、営団地下鉄理事（当時は車両担当）、日立製作所事業部長、三菱電機事業部長が連名で第18回（昭和46年度）大河内記念技術賞を受賞した。1972年（昭和47年）度鉄道友の会ローレル賞受賞（1972年8月26日）。

## 車両概説

### 1次試作車（1968年）

#### 外観・足回り機器など

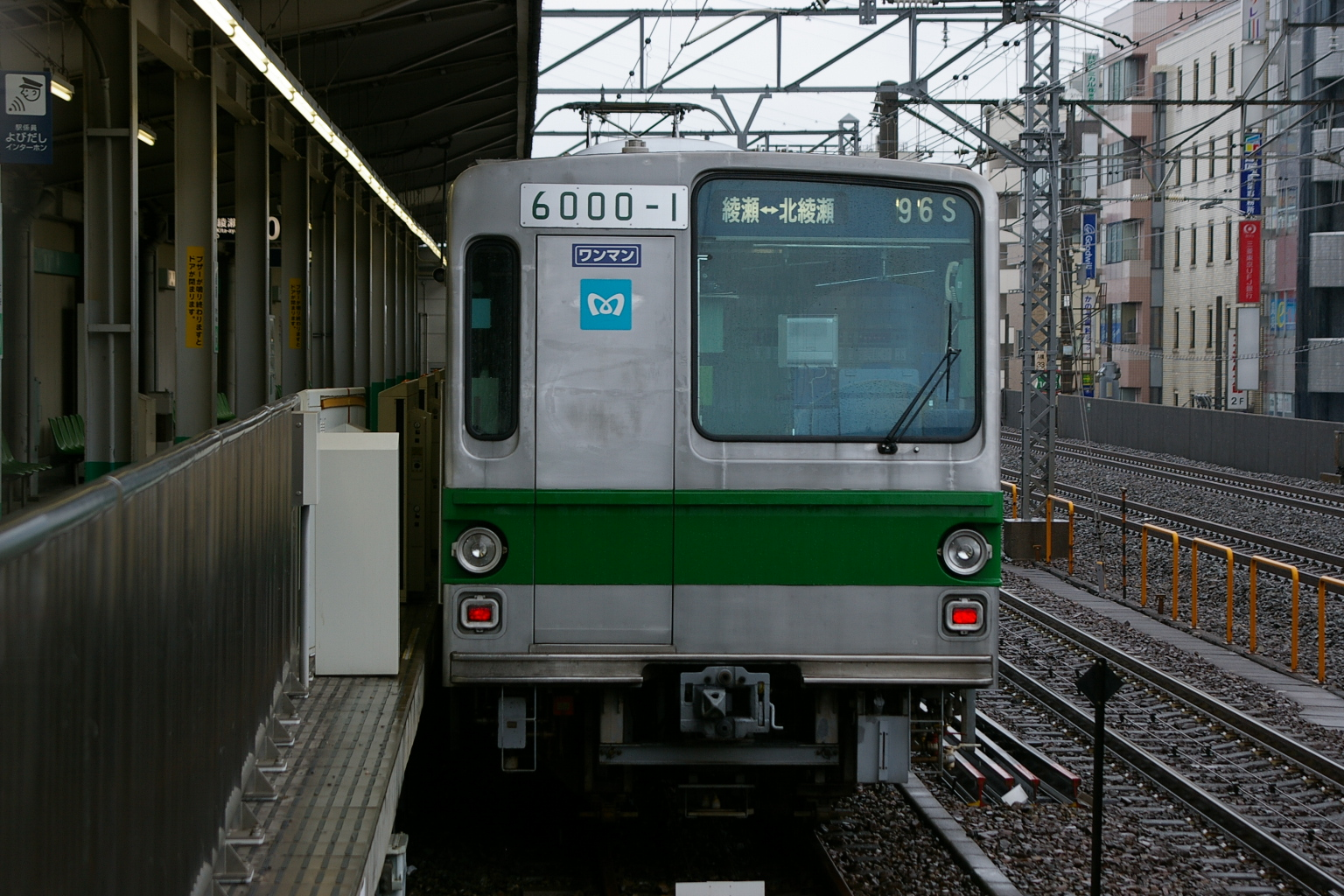
1次試作車
（2007年9月30日 綾瀬駅）

1968年（昭和43年）4月、世界初のサイリスタチョッパ制御の実用化を図るために3両編成のアルミ合金製車両として登場した。製造は汽車製造が担当した。当初は6001 - 6003の車号とされた。これ以前の営団地下鉄のチョッパ制御開発は
運転士への広い視界確保や非常扉を車掌台側に寄せることで運転台スペースを広く確保した。運転台前のフロントガラスは大形化して、上部に行先表示器・運行表示器を収めた。このため前面デザインは非対称となり、正面の非常口は避難はしご を一体にした前倒し式である。このデザインと構造は日本車輌製造東京支店（蕨製作所、埼玉県川口市。当時の住所は北足立郡芝村。1971年4月生産終了）が考案したもので、その後に登場した地下鉄車両に影響を与えたといわれる。

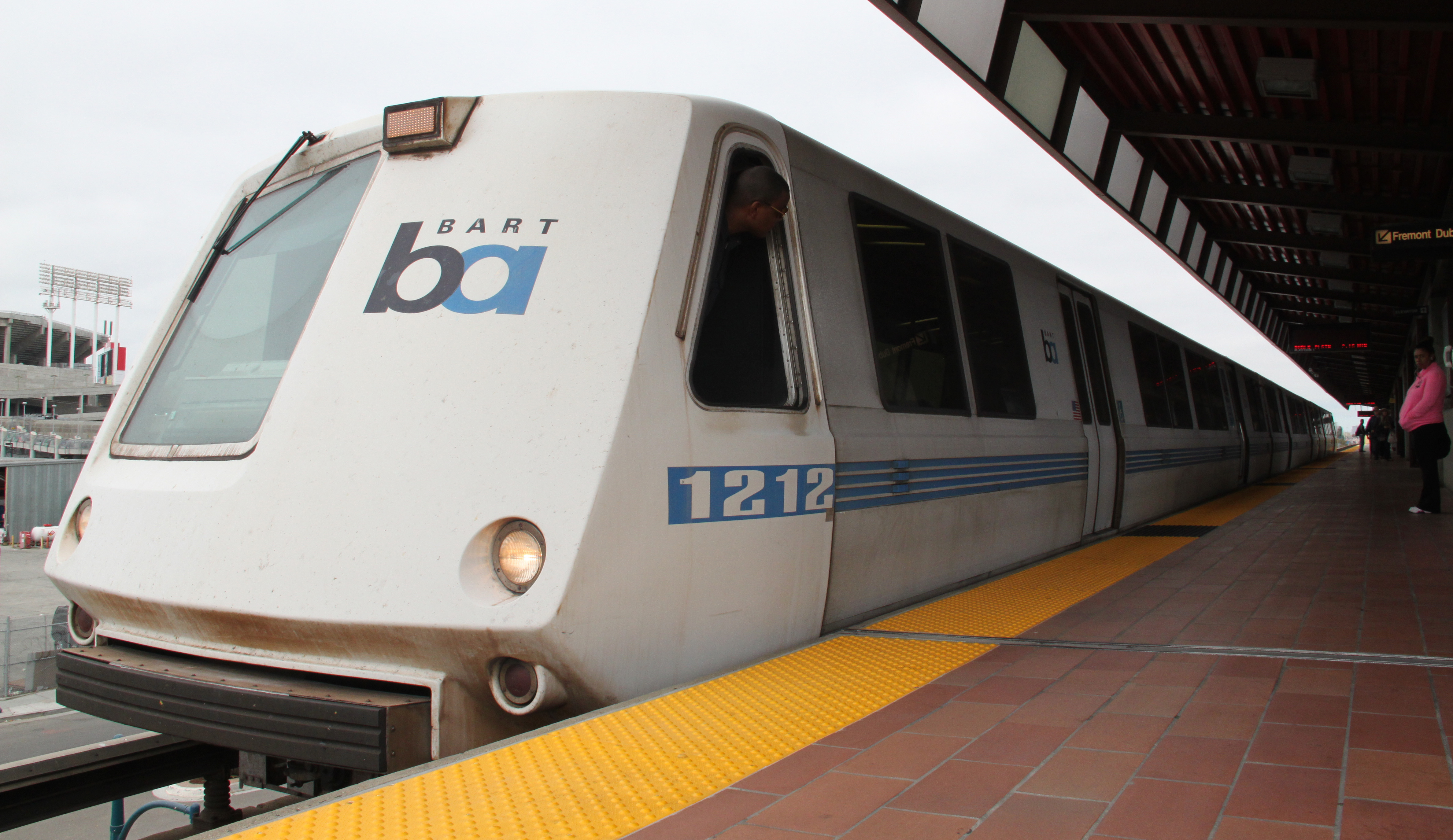
BARTの車輌
（非貫通先頭車のA車両）

製造当時は車体裾部に騒音対策用のスカートが設置されていたが、保守点検の際に着脱の必要があるため側面のスカートを撤去し、正面スカート（排障器）のみを残していたが、こちらも最終的には取り外されている。なお、このデザインはサンフランシスコ・ベイエリアを走行しているBARTの影響を受けているという記載が散見されているが、実際BARTの車両デザインおよびそのモックアップは1972年に開業する前の1960年代半ばには公表されていた。なお、当時の日車デザイナー栗原征宏は設計に際し、BARTに多大な影響を受けていることを明かしている。
正面のエメラルドグリーンの識別帯（当初）は当初前照灯の部分で途切れていた。正面・側面には電動式の方向幕が設置された。側面の方向幕は、路線の延伸開業ごとに駅名を追加することは手間がかかるため、将来的に実用化するものとした（試験のみ）。6000-1の前面行先表示器は液晶式やLED式表示器の試験を実施したこともあったが、本車は運用区間が限定され短距離であったことから幕式に戻された。乗務員室側開戸（がわひらきど・側面扉）は高さを約2,100 mmと高くし、室内に車掌用ステップ（踏み台）を設けて車掌が乗降の安全確認を行いやすくした。　
車体は千代田線への導入に考慮し、日本国有鉄道（国鉄、現・東日本旅客鉄道（JR東日本））常磐線各駅停車および小田急電鉄小田原線との相互直通運転が可能な20m・4ドア車としている。千代田線開業までは東西線の深川検車区に配置された。そのため保安装置は東西線用のWS-ATCとされ、誘導無線も同線用のものを搭載した。
台車はS形ミンデン（片板ばね式）式軸箱支持方式とし、基礎ブレーキは各車軸の車輪1枚にディスクブレーキ（車輪ディスクブレーキ）を採用した。6001号車に三菱電機製主電動機を搭載したFS-368A形（歯車比 98：15 ≒ 6.53）、6003号車には日立製作所製の主電動機を搭載したFS-368B形（歯車比 99：16 ≒ 6.19）を使用し、6002号車には両方の台車を用意して試験する装置によって台車を使い分けていた。これは三菱電機と日立製作所で主電動機の性能が異なるためであった。補助電源装置は22 kVAの静止形インバータ（SIV）が搭載されたが、機器艤装の問題から2次試作車以降は一般的な電動発電機（MG）となった。
ブレーキ装置には当時は新しい回生ブレーキ併用電気指令式空気ブレーキ（チョッパ制御時のみ回生ブレーキ使用可）を採用した。運転台は6001号車は従来からのツーハンドルマスコンだが、6003号車には日本では珍しいシネストンタイプと呼ばれる縦軸式のワンハンドル式マスター・コントローラーが採用された。ただし、2次試作車以降での採用は見送られた。運転台計器盤は、黒地に白文字表記として視認性に優れたものとし、計器（メーター）は6001号車では水平面に配置、6003号車では正面パネルに配置した。

#### チョッパ制御装置
6001号には三菱電機製のチョッパ制御装置（A方式）・6002号には抵抗制御装置・6003号には日立製作所製のチョッパ制御装置（B方式）がそれぞれ搭載された。地下鉄線内だけでなく、乗り入れ先の地上線での高速性能と両立ができる性能とした。電機品は将来の10両編成での運用を考慮したもので、当時はチョッパ制御の高粘着性能が知られていなかったため、最終編成形態は8M2Tとしている。
本試作車はチョッパ制御装置に加えて抵抗制御装置も搭載するため、主電動機はチョッパ制御と抵抗制御の両方に対応した仕様で、定格速度を高くすると抵抗器による損失が増加するため、定格速度は35 km/hと低く抑えられていた。定格速度が低いことから、高速からの回生ブレーキは弱め界磁制御で所定のブレーキ力を確保している（力行、回生ブレーキとも3段分流弱め界磁・最弱め界磁率30%）。車両性能は東西線用5000系と同等以上とするため、10両編成の起動加速度は3.5 km/h/sを確保した（試作車の時点では2M1Tで2.7 km/h/s）。いずれの制御装置も95kWの主電動機を8台制御可能であり、チョッパと抵抗制御の直接の比較試験も実施された。ただし、全車電動車（3M）であるが、走行時には必ず2M1Tとなる。6001号車のチョッパ制御装置、6002号車の抵抗制御で運転する場合には、6003号車は制御車となる（主電動機カット）。6003号車のチョッパ制御装置で運転する場合には、6001号車は制御車となる（主電動機カット）。
チョッパ装置は素子に逆阻止サイリスタを使用したもので、三菱電機製は二相二重二群（四相）チョッパ方式、各相の周波数は200Hz、合成周波数は800Hz一定であるが、起動時のみわずかに下げている。日立製作所製は二相二重チョッパ方式、各相の周波数は85Hzまたは120Hz、合成周波数は170Hzまたは240Hz一定であるが、起動時のみわずかに下げている。三菱電機が提案した2台のチョッパ装置を位相差運転する多相多重チョッパ方式は、誘導障害対策と装置の小型軽量化に大きな効果を発揮した。素子の冷却はブロワー（送風機）による強制風冷方式で、3次量産車まで同様である。試験では日立製作所から高粘着制御について提案され、実車試験を行ったところ従来10両編成で8M2Tが必要であったMT比を、6M4Tで達成できることが判明した。これは回生ブレーキの実用化と電動車数削減による経済性の向上が大きなメリットとなることが期待された。
主電動機の定格速度が低いことは回生ブレーキ性能の低下に繋がっており、空気ブレーキの使用が大きく、期待したほどの回生電力量は達成しなかった。このため2次試作車では回生電力量を向上させるため、主電動機をチョッパ制御専用とし、定格速度を高めた（後述）。三菱電機と日立製作所で競合させ、2次試作車以降はどちらかの装置を正式に採用する予定であったが、最終的には甲乙つけることができず、共同設計として両社の機器を採用することとなった。

#### 抵抗制御装置
6002号の主制御器は三菱電機製の電動カム軸式抵抗制御（ABFM-125-15MDH形）を採用しており、バーニア制御を用いた超多段制御方式である。装置は日比谷線用の3000系と同等のものであり、制御段数は力行65段（直列25段、並列30段、弱界磁10段）、制動55段のパターン制御を採用し、抵抗制御中のノッチオフ時は戻しノッチ遮断、ブレーキ緩解時は弱め界磁の後に発電ブレーキ主回路を開放することで、加減速時の乗り心地向上を図っている。付帯機器である断流器や各種継電器類には新しいものを採用し、保守性の向上と小型軽量化を実現している。
本抵抗式制御装置も10両編成時の起動加速度は3.5 km/h/sとした（ただし、試作車の時点では2M1Tで2.7 km/h/s）。抵抗制御の場合、回生ブレーキではなく発電ブレーキの使用となる。スカートを配置することから、抵抗器の冷却性能を確保するため送風機を設置する。

#### 車内内装

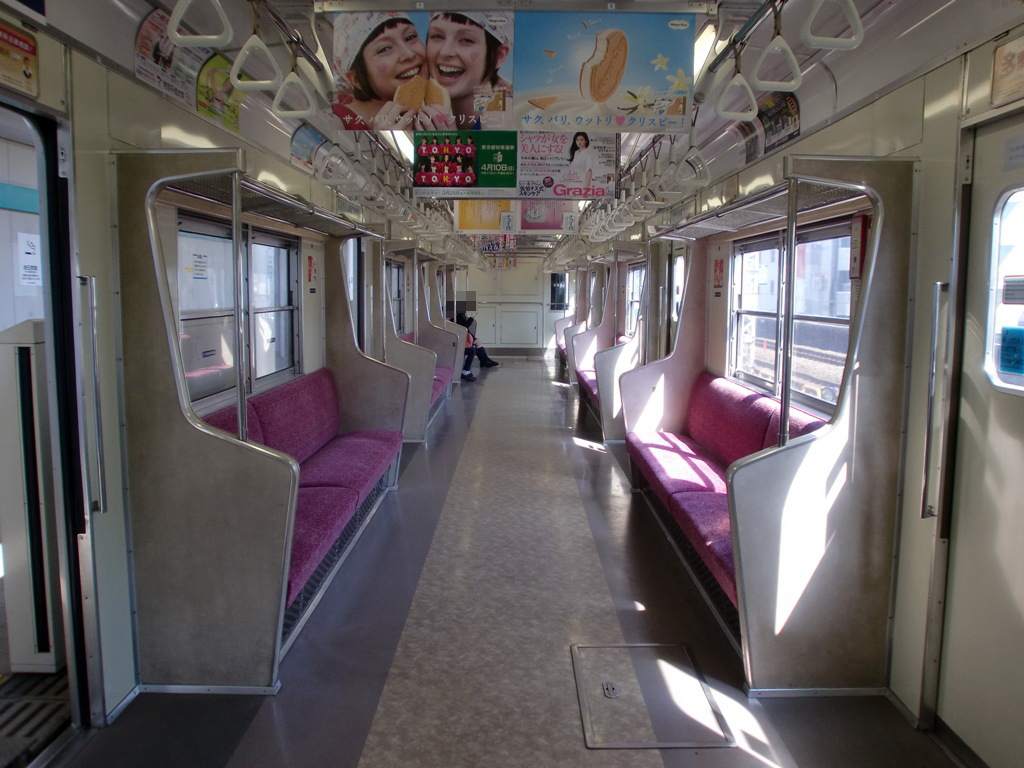
1次試作車の車内
（更新・座席交換後）

車内配色は、天井を白色に弁慶縞の模様入り、側面を暗いベージュ、床敷物は薄茶色とした。座席モケットの表地は赤色として、全体的に豪華さを演出した。新しい仕様として、座席横の仕切りを金属パイプから木目調の化粧板を貼った板状のものとした。本車両では試験的な試みとして日中にロングシートの座席を100 mm通路側に引き出してゆったり掛けられるリクライニング機能を1両（落成時6001号車）に搭載した（北綾瀬支線改造時に撤去）。6003号車では床下だけでは機器が収まりきらず、チョッパ装置の一部と静止形インバータ（SIV）は室内に艤装された。
天井部には大形の50cmタイプの扇風機と併用する「振りかけ冷房」と呼ばれる簡易冷房装置の準備もなされていた。非冷房車ではあるが、当初より将来の車両冷房化を考慮した構体構造としている。前述した車両性能や主電動機なども冷房化による重量増を考慮したものである。
側窓は車両を軽量化するために上段下降・下段上昇式の2段式として開口寸法を小さくしたほか、戸袋窓は設置しなかった。客用ドアは化粧板仕上げとし、ドアガラスは太いHゴム支持方式である。ドアガラスは東西線5000系から採用した小さいもので、戸袋への引き込まれ事故を防止するためである。連結面の貫通路は袖仕切の形状と合わせた全断面の大形貫通路として見通しの良いものとした。つり革は丸形が主流であったが、三角形の形状を採用した。
さらに幕板上の広告（側窓上部の紙面広告）は裏側から蛍光灯で照らし出し、広告の効果を高めるという「照明付広告」を採用した。しかし、静電気によるホコリ付着や電気の消費量が非常に大きいことなどから2次試作車では不採用となり、本車両も後述の北綾瀬支線改造時に撤去した。照明付広告や三角形のつり革・振りかけ冷房準備などは同時期に新製されたばかりの銀座線用の1500N形にも本車両の営業運転に先がけて採用した。
連結間の幌は、6002 - 6003号車間には従来からのナイロン製の蛇腹式を、6001 - 6002号車間にはウレタンフォームをナイロンで覆うことで防音と断熱効果を高めた新しいタイプを使用した。

#### その後の動向など

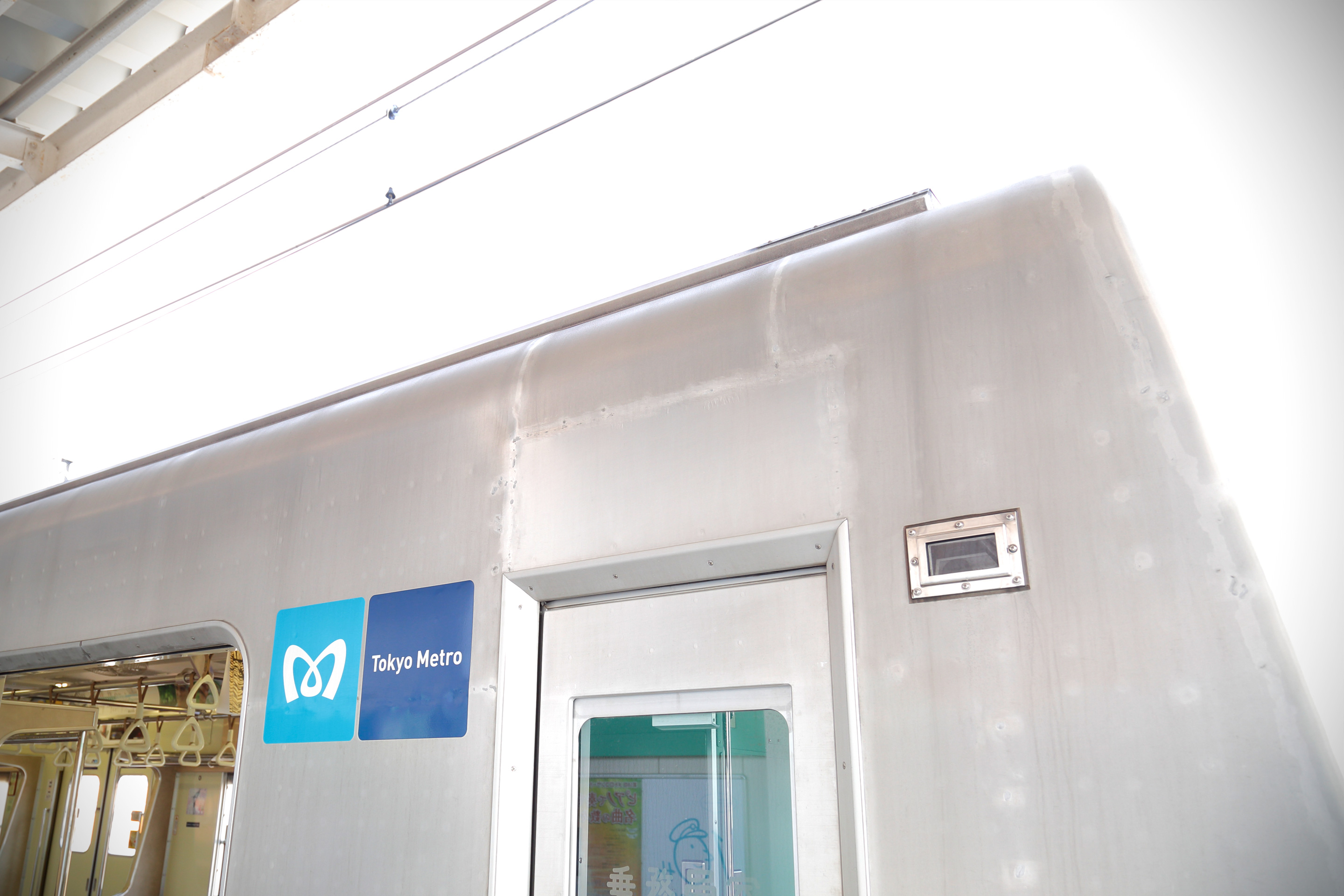
ハイフン（一次試作）車の乗務員扉上部埋め込み跡

竣工当時は深川検車区内や東西線の地下区間を、翌1969年の東陽町 - 西船橋延長後は主にその延長区間である東西線地上区間で各種の走行試験を行った後、1970年（昭和45年）に千代田線に回送し、綾瀬検車区に転属した。1968年（昭和43年）5月 - 9月にかけては信号保安設備、列車無線設備への誘導障害の確認試験が行われていた。この際、CS-ATCを設置、試験用のチョッパ制御装置2台は撤去し、抵抗制御が残され、6001は電装解除して2M1T編成に改められた。車号は量産車と重複するので6000-1 - 6000-3の車番に変更した。
その後1973年（昭和48年）3月には有楽町線用の7000系に搭載を予定したAVF（自動可変界磁制御）式チョッパ制御装置の試験を実施、1978年（昭和53年）11月にはVVVFインバータ制御の試験も実施された。この試験には日立製作所製のVVVFインバータ装置と130kW出力のかご形三相誘導電動機を用いた。実車にVVVFインバータを装架しての走行・試験は日本で最初とされている。
1979年（昭和54年）12月、北綾瀬支線の開業により同支線に転用された。この時、5000系と同じ抵抗式制御装置、主電動機、ブレーキ装置（電磁直通ブレーキ）、補助電源装置（12kVA電動発電機）を新製して取り替えた。5000系用の100kWの電動機取り付けのために従来の台車が使用できず、同系列用のFS-502形に交換した。ただし、制御車である6000-1は台車は交換せず、FS-368B形の基礎ブレーキをディスク式から踏面式に改修したFS-068R形とされた。車内はそれまで準備工事であった扇風機、客室暖房器が新たに設置された。さらに室内灯の増設、予備灯が新設された。さらに6000-3のマスター・コントローラーがワンハンドル式からツーハンドル式に変更された。
その後、1994年（平成6年）に冷房化改造と車体更新を行い、室内のリニューアルが施工され、台車は東西線用5000系の廃車発生品に交換された。2002年（平成14年）にはワンマン運転対応改造なども施工された。
2004年（平成16年）12月23日の北千住 - 大手町間開業35周年・綾瀬 - 北綾瀬間開業25周年記念イベントとして、湯島 - 北綾瀬間を臨時列車として運転したことがある。この時の行先表示は「臨時」であった。
1次試作車は2次試作車以降と比べて以下の点で異なっている。
- 車両番号は量産車と異なり、6000-1・6000-2・6000-3という付番となっている。
- 形式も若干異なり、系列名は「6000-系（6000ハイフン系）」とも称される。
- 先頭車両の上半分の傾斜が量産車よりやや角度が緩い。また、前面ガラスも量産車に比べてやや小さい（近年になって量産車と同じサイズに交換されている）。
  - 2次試作車以降は傾斜を大きくして車体を40 mm延長、前面ガラスの取り付けを外板より深くした[12]。営団団章（Sマーク）は厚みを持たせ、車両番号位置を非常扉位置に合わせている[12]。
- ワイパーは量産車の2本に対し1本である。またアンチクライマー形状が小さく、細い[35]。
- 側面雨樋の位置が量産車より高く、肩部が張り上げとなっている。2次試作車以降は雨樋も車体の構成部材とした[12]。
- 座席端部の仕切りの切れ込み部分が量産車の垂直方向に対して（通路側にせり出す形で）斜めになっており、「袖」の角より下側は逆に外板側に近づく斜線を描いていた（進行方向に眺めた場合、両側の仕切りが「袖」部より上は逆「ハの字」形、下は「ハの字」形に見える）[36]。
- 側面の車両番号表記は車体腰板部ではなく幕板部にある（検査現場の要望から、2次量産車から変更[12]）。

### 2次試作車（1969年）

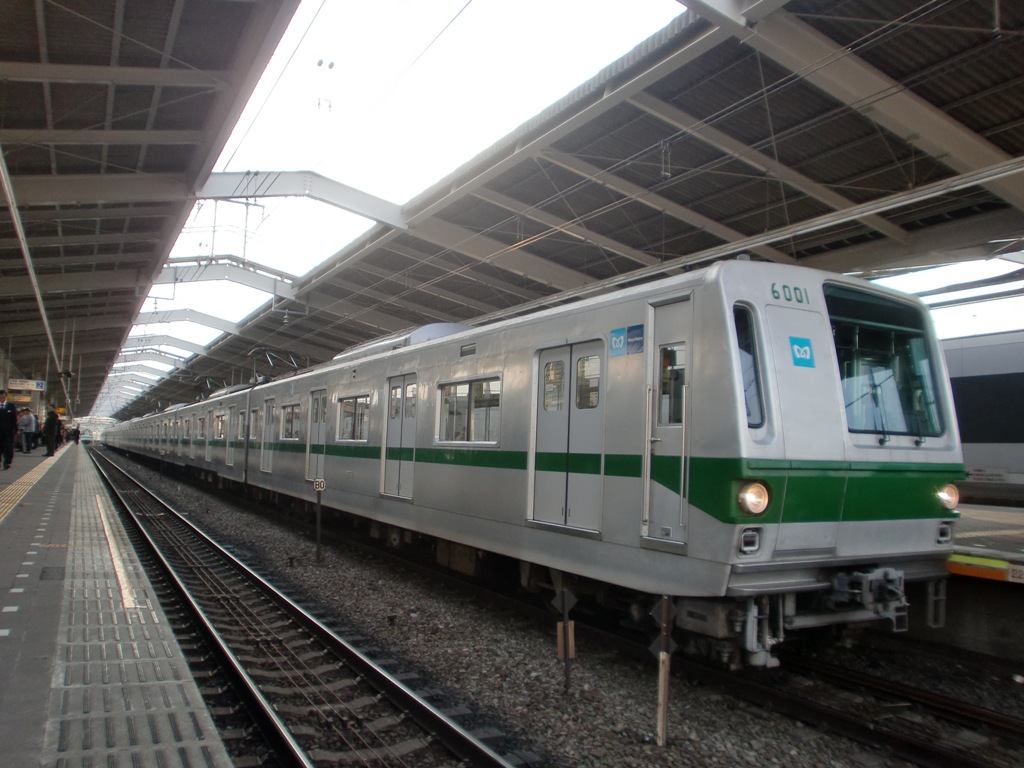
第2次試作車 (6101F)
車体側面の裾が他の編成より長い
（2010年4月6日 代々木上原駅）

1次試作車の結果を踏まえ、1969年（昭和44年）8月に6両編成1本がオールM車（電動車）で登場した。この編成は主に複数ユニットでの誘導障害試験や回生ブレーキ使用時の問題点の確認などを目的として造られた。製造は川崎重工業。1次試作車と同じく深川検車区に配置され、東西線地上区間を中心に各種試験を行った。1次試作車が試験車に近いものに対し、2次試作車は量産先行車と言え、6両の電動車（試作車）に4両の付随車を追加すれば営業運転に使用できる設計とした（実際、この方法が行われた）。
外観では前面・側面ともスカートを廃止、当初は1次試作車と同じく前照灯の部分で緑色の識別帯が途切れていた。車体は軽量化を図るために大形押出形材を使用し、車体製作時における艤装の容易化やデザインの見直しなどを考慮して製造した。側面の識別帯は太さを150 mmから180 mmに太くした。
車体は軽量化を大きく進めることとなり、台枠を機器の取り付けに最適な配置として、それに合わせて取り付ける電機品の寸法などを決める方法とした。この結果、機器吊り金具を大幅に省略した。台枠側はり、側構（がわがまえ）の長桁と軒桁には大形押出形材が使用され、台枠は薄肉化して、その深さを145 mmから200 mmとしたが、床下機器の取り付け高さを下げることができないため、床面高さを1,150 mmから1,200 mmに上げた。ドア間の側構（がわがまえ）の組み立ては、アウトワークで完成させた一式を、車体に組み込みユニット方式とした。これらのことから、構体重量は1次試作車の5.0 tから4.36 t（約640 kg軽量化）に軽量化されている。側窓もアウトワークで完成させた一式を、そのまま車体に取り付けるユニット方式に変更し、製作の合理化を図った。側窓高さは1次試作車の800 mmから750 mmとさらに縮小された。
主電動機・車両性能は、将来の冷房化も考慮した性能とした。チョッパ制御による粘着性能の向上により、8M2Tが必要とされていた最終形態は6M4Tで構成できることが判明した。このため、主電動機出力は145 kWに増大した。2次試作車の主電動機はチョッパ制御専用のものとし、高速からの回生ブレーキを確保するため定格速度を1次試作車の35 km/hから55 km/hに向上させた。主電動機の定格速度が高く、弱め界磁を使用しなくても所定の力行性能が得られるため、高速からの全界磁回生ブレーキが可能となっている。このことは弱め界磁用の機器を省略でき、機器重量の軽減に繋がっている（ただし、営業運転時に弱め界磁追加）。
チョッパ制御装置は三菱電機（2台）と日立製作所（1台）の採用したが、総括制御して運転するため機器の仕様を統一した。誘導障害対策として三相三重チョッパ方式となり、各相220Hz×3・合成周波数660Hzとしたが、起動時のみ周波数を下げている。歯車比は6.53と再び大きく取った。
ブレーキ装置は、ブレーキシリンダ配管をできる限り直線として短縮を行ったほか、ブレーキ作用装置とは別に台車中継弁を設置することで回生ブレーキ⇔空気ブレーキ間の切り換えが各段に速くなった。
方向幕は前面のみで手動式となり、側面については不採用となったが、小田急線乗り入れ開始時に側面方向幕の増設と電動化が行われた。車内について袖仕切り形状の変更や床敷物がグレーに変更された程度である。本車両では座席背もたれのリクライニング機構を2両に設置、1次試作車よりも座面の張り出しを50mm 大きくし、背もたれも60 mm下がるようにした。残る4両は準備工事のみ実施した。客室ドアガラスはサイズは変わらないが金属支持によりすっきりしたものとなった。1次試作車と異なり、試験終了後は営業運転に使用できるよう客室扇風機と暖房器は設置済みであった。座席端部の切れ込みは「袖」の角より下がほぼ垂直となり、切れ込み部分は斜めながら角度が1次試作車よりもなだらかになっている。

#### その後の動向など
この編成は1970年（昭和45年）秋に量産化改造のため、汽車製造において千代田線・常磐緩行線用CS-ATC（国鉄呼称：ATC-4）、列車無線、制御装置への弱め界磁回路追加などを実施し、1971年（昭和46年）2月に千代田線に移動された。また、T車（付随車）4両の組み込みに伴い、落成当時の6011 - 6016号から、6101編成に改番を実施した。この付随車4両（6501 - 6601 - 6701 - 6801）は1次量産車に分類される。
その後、1972年（昭和47年）12月には試作車6両の台車の改修が実施され、基礎ブレーキがディスクブレーキ式のもの（FS-368C形）から量産車と同様の両抱き踏面式のもの（FS-378形）へ変更された。
本編成は両端とも制御電動車になっていることが量産車との違いである。車体側面裾が118 mm長く、小田急線の車両限界に抵触するため小田急線に乗り入れることができず、小田急線の保安装置は装備していない。
この編成は千代田線における最後の非冷房車であったが、1994年（平成6年）9月に冷房化改造を実施して千代田線の全車冷房化が完了した。1999年（平成11年）1月には車体更新・室内更新・VVVFインバータ化改造が行われ、特徴の車体裾部には切り欠きが入った。
2次試作車6両（のちの中間増備車4両も同様）、1次量産車120両は信託車両で導入されている。信託期間は5年度間（1970年度から1974年度。2次試作車6両は1969年度から1973年度）であるが、期間を待たず1972年度（昭和47年度）内に全車両の繰り上げ支払いをしており、同年度末までに信託車両は解消された。2次量産車60両は1972年度（昭和47年度）導入であるが（信託車両として契約）、落成と同時期に残り4年度分の割賦支払額の一括支払いをしている。

### 1・2次量産車（1970年 - 1972年）

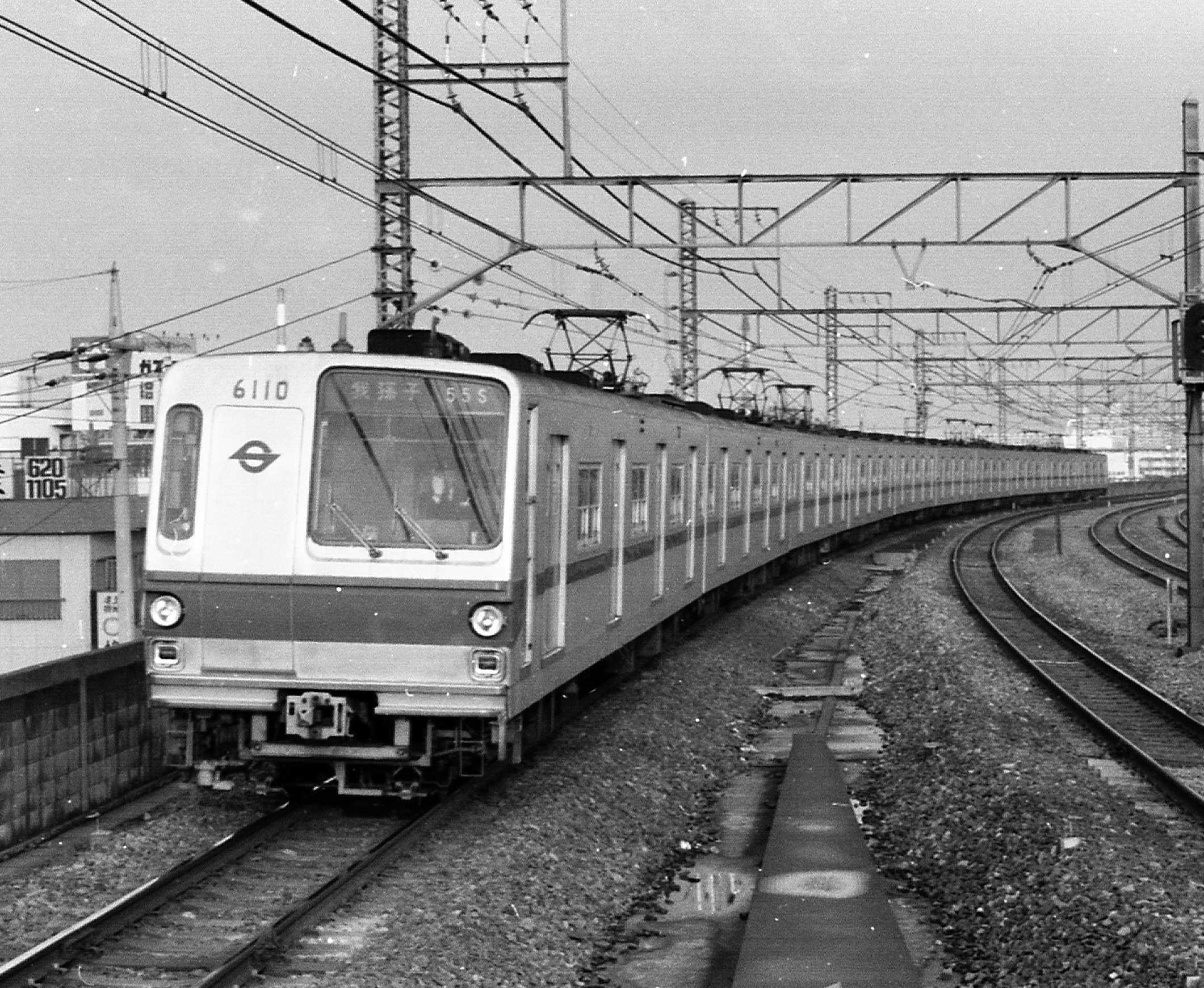
常磐線を走る第10編成
冷房非搭載・2段窓時代
（亀有駅）

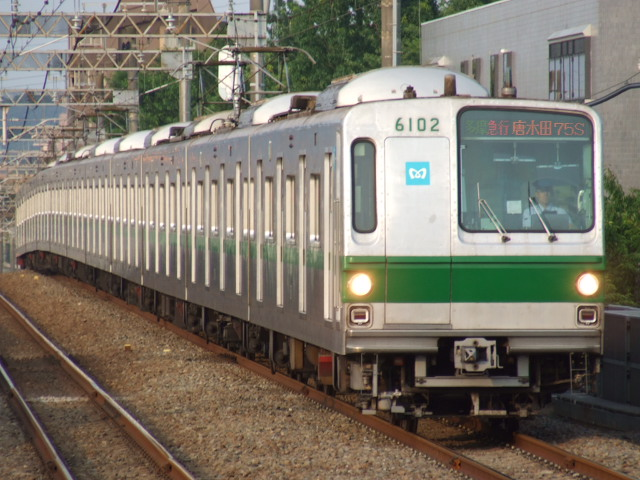
小田急電鉄に乗り入れる第02編成
（小田急多摩センター駅）

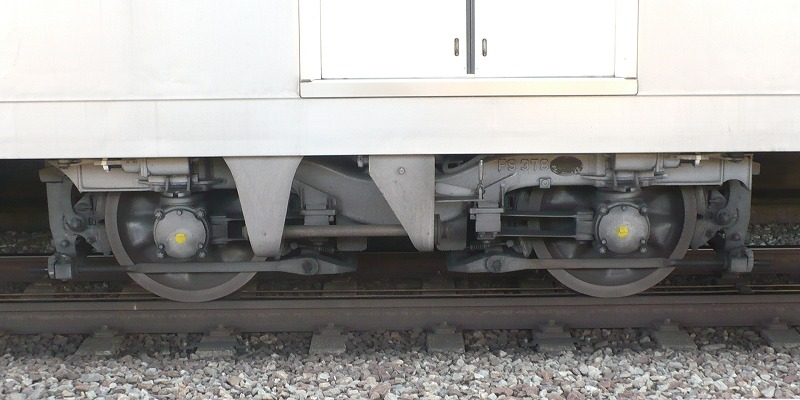
6000系1次量産車のS形ミンデン式台車（FS378形）

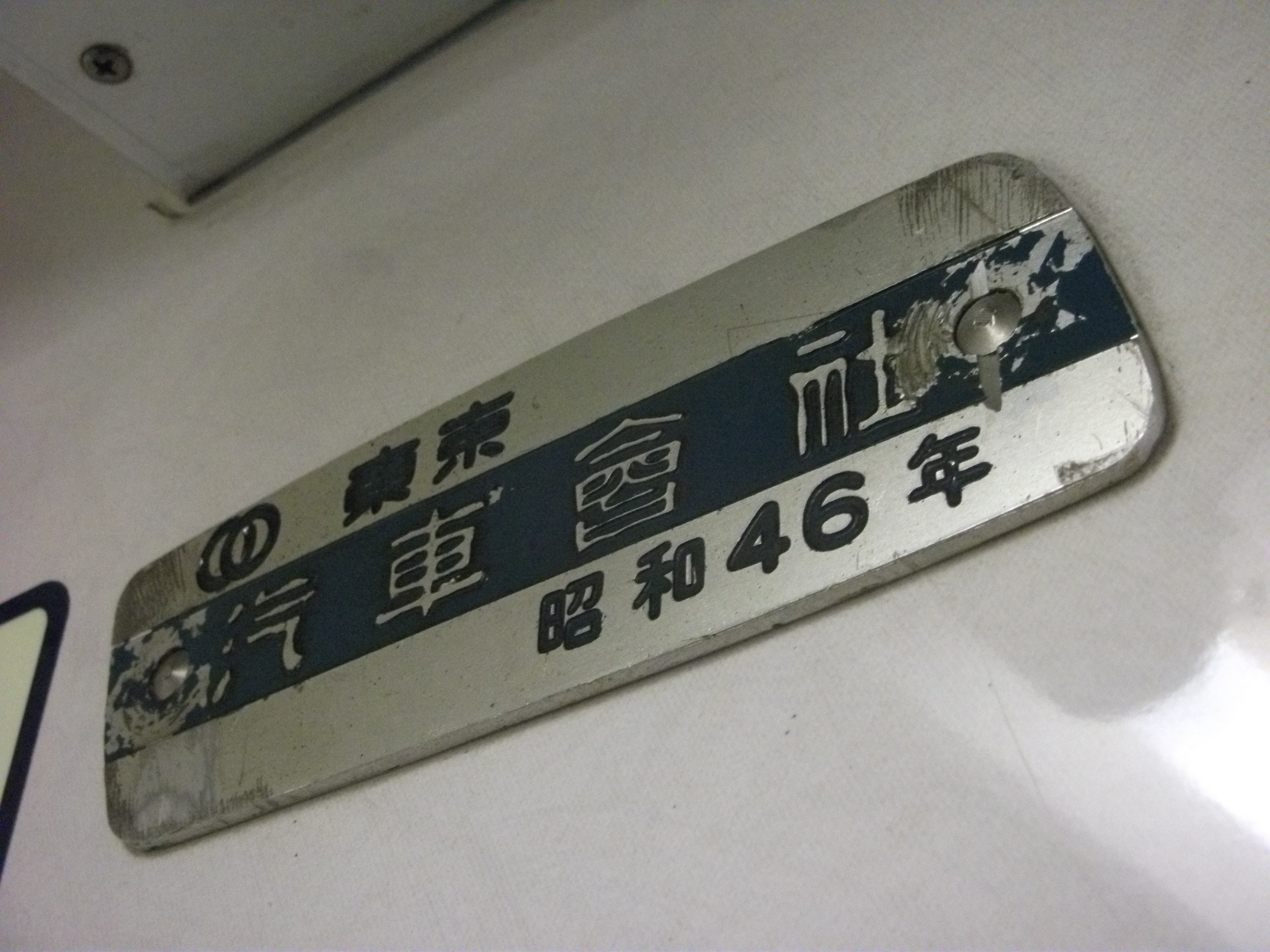
1次量産車に取り付けられた汽車製造（汽車会社）の製造銘板

1971年（昭和46年）に千代田線初の新系列車として大手町 - 霞ケ関間の開業に合わせて第02 - 13編成が、1972年（昭和47年）に2次車として代々木公園駅延伸開業に合わせて第14 - 19編成が投入された。製造は1次量産車が5社で製造、2次量産車は汽車製造を除いた4社で製造された。1・2次試作車のデザインを活かした登場時としては斬新なスタイルとなっている。1次量産車の車体は、裾形状の変更と仕様の見直しなどにより構体重量はより4.1tとなった。
車内配色は第2次試作車などと同じである。ほかに荷棚は金網式、側窓のカーテンは灰色である。座席は試作車と同じ赤色だが、リクライニング機構の採用は時期尚早との理由から見送られた。なお、貫通扉のない妻面は木目だが、貫通扉のある妻面はベージュの化粧板とされている。当初のつり革は座席前のみで、ドア付近には全くなかった。側窓は天地寸法の低い上段下降・下段上昇式の2段窓タイプである。これは車体の大幅な軽量化のため、開口部を小さくすることで剛性低下を抑えるためであるが、外観的にも乗客の居住性からも不評であった。
扉間の座席長さは6.5人掛けの2,920 mmであり、7人掛けでは1人分の掛け幅は417.1 mmと狭くなり、6人掛けでは486.6 mmとやや広くなる。ラッシュ時には窮屈だが7人掛けで座り、閑散時には6人掛けでゆったり座るためのものとした。閑散時にゆったり座るため、座席を3人-4人で分割せず、中央で分割している。車端部の座席は3人掛けで1,454.5 mm長（一部1507.5 mm）、いずれもドア横の立ちスペースは250 mmである。この方法は座席定員に問題点が残るが、ドア横の立席スペースを一定に確保するためとした。
車内の見通しを良くするため、簡易運転台のある5号車と6号車間を除き、断面の大きな貫通路を設けた。このグループは乗務員室側面扉の高さが高い。側面方向幕の準備工事が行われ、正面方向幕は2次量産車では電動式となったが、小田急線乗り入れ開始時に1・2次車とも側面方向幕の設置と電動化が行われた。
2次量産車では、細かいものを含めて約190点の設計変更がされたほか、構体材料の見直しにより各車約100 kg軽量化されている。さらに前面識別帯の上部に手すりが設置され、アンチクライマーの下段がステップとなるよう大型のものとされ、従来の車両も改修された。構体重量は限界まで軽量化されており、1次量産車よりも約200 kg軽く、約3.9 tとなっている。
乗務員室内は緑色の配色であり、運転台計器盤は紺色の配色である。主幹制御器は回転式ツーハンドル式である。北綾瀬支線用を除いてマスコンハンドルはデッドマン装置のない国鉄タイプで、ブレーキハンドルにはノッチが刻んである。
乗務員室は客室との仕切壁にATC装置などの機器を収めるため、乗務員室直後の客用ドア手前まで占めている。乗務員室仕切りには客室側から向かって右端に乗務員室扉がある。乗務員室と客室の仕切り壁部にはATC装置や列車無線機器など納められており、乗務員室扉にある窓から運転席は見えない。当初の1次試作車では乗務員室仕切中央部に小窓があったが、後の更新時に廃止された。2次試作車以降はATC装置など機器が増大したため、仕切り壁部の窓は廃止された。ただし、4次量産車（第22編成）から運転席後部に小窓（車掌監視窓）が設置された。

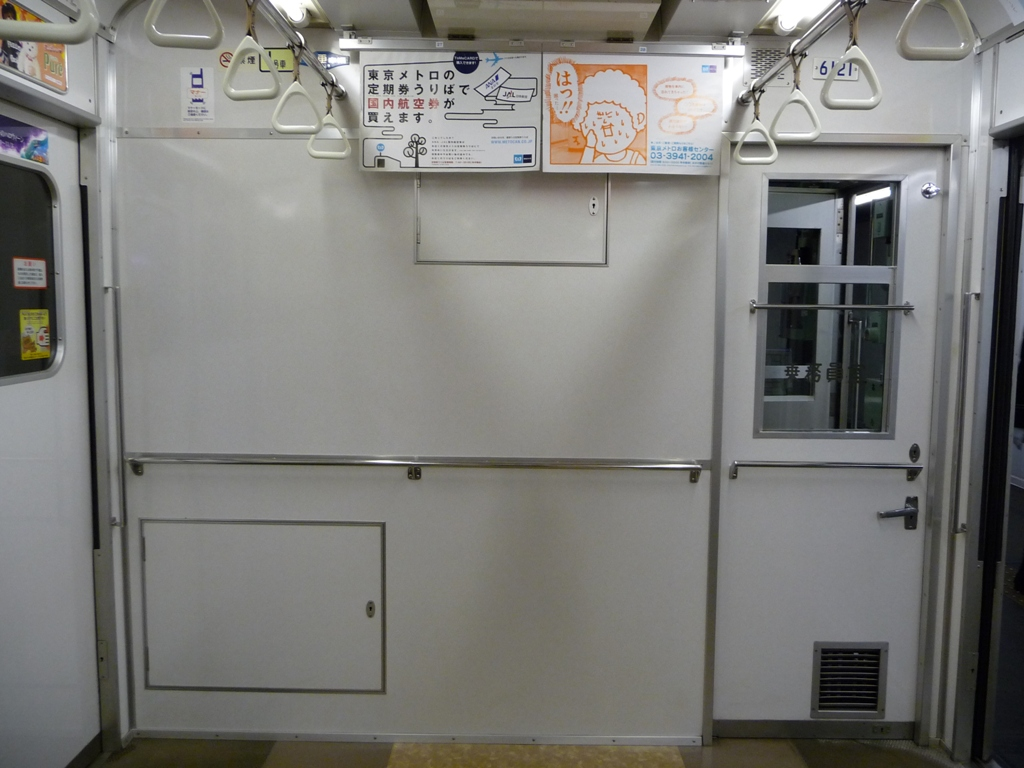
3次量産車の乗務員室仕切り （画像では扉の窓が開いている）
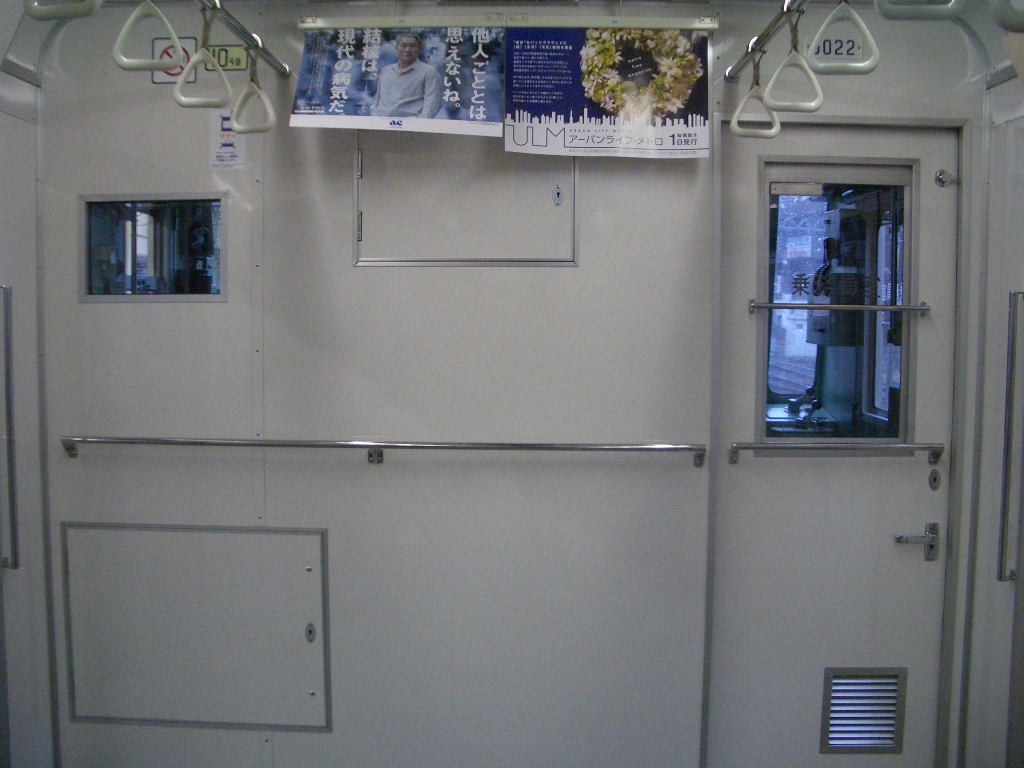
4次量産車の乗務員室仕切り 運転台後部に小窓が設置されている
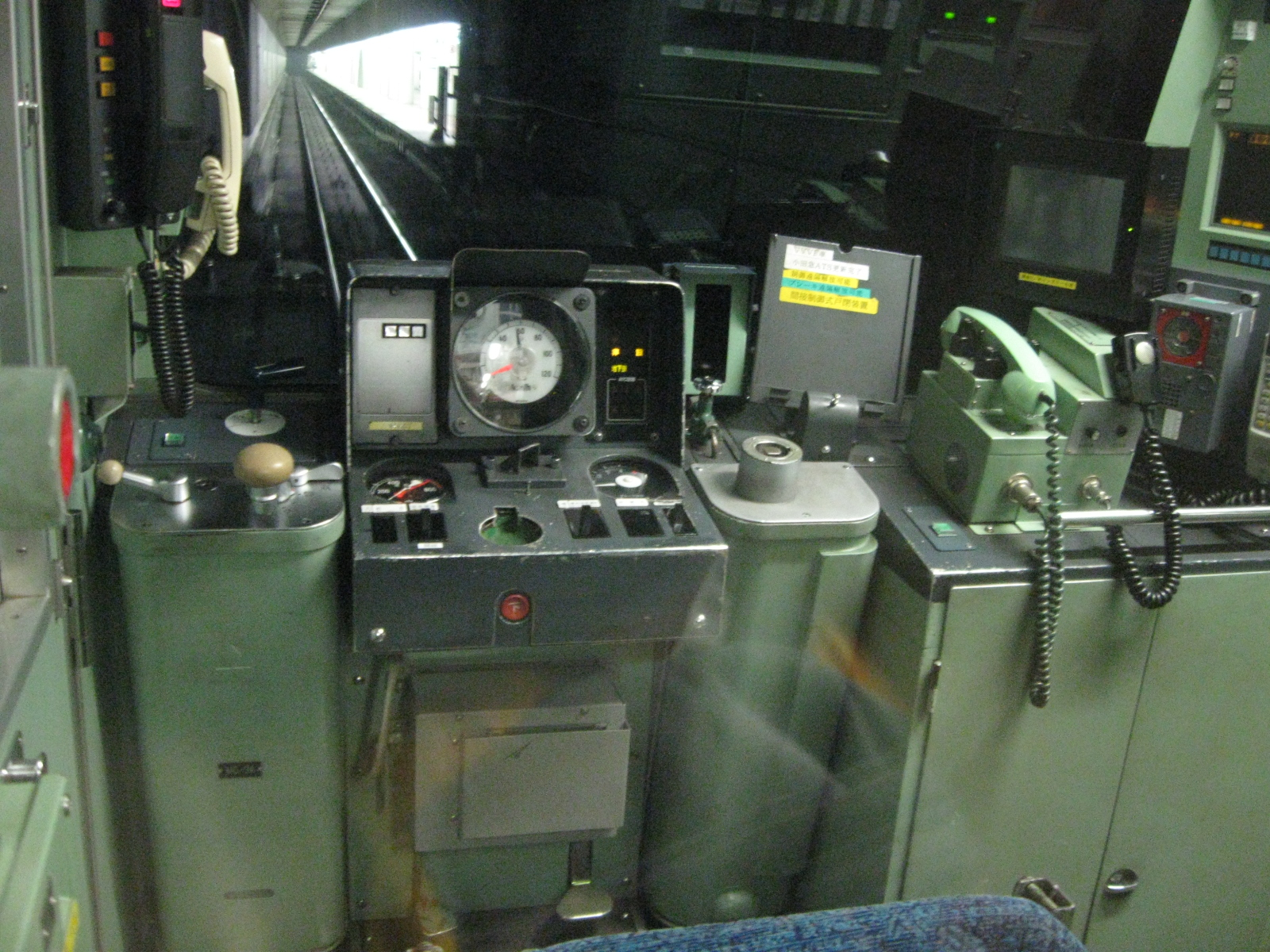
運転台（5次量産車 6030号車）

2次試作車と同等の制御装置、主電動機であるが、常磐線・小田急線への乗り入れを考慮して主回路に力行時弱め界磁を追加し（分路方式・地上線での高速性能に対応）、その機器を追加設置した（誘導分流器兼限流リアクトルなど）。さらに周辺機器の小形軽量化を図り、重量換算で約25%軽量化している。第02 - 08編成は三相三重チョッパ方式（素周波数220Hz×3・合成周波数660Hz）、第09編成以降は二相二重チョッパ方式（素周波数は限界に近い330Hz×2・合成周波数660Hz）としてコストダウンを図った。チョッパ回路以外の主回路は同一である。2次試作車では起動時のみ周波数を下げていたが、量産車では誘導障害対策の強化として完全な660Hz定周波数制御とし、さらに主回路配線の高周波対策を実施した。
主回路素子は第10編成までは逆阻止サイリスタを使用したが、第11編成以降は逆導通サイリスタを使用して転流回路の簡素化を図った。素子の冷却にはブロワーによる強制風冷方式を使用した。ただし、営団地下鉄の資料では三菱電機製はすべて三相、二相とも逆阻止サイリスタのチョッパ制御装置とされているが（逆導通サイリスタは日立製作所の二相チョッパのみ）、三菱電機の技報誌では三菱電機製の二相チョッパ装置の一部に逆導通サイリスタを使用したとされている。主電動機は145kW出力に変更ないが、千代田線のCS-ATC運転への対応と地上線での弱め界磁を追加したことで、負荷が大きくなり温度上昇が懸念されたことから、温度上昇対策と冷却性能の向上を図った。編成はMT比6M4Tとなったが、組成は異なる。
ブレーキ装置は応答性の良い電気指令式空気ブレーキを採用、台車はS形ミンデン式（片板ばね軸箱支持）のFS378形とした。基礎ブレーキは1・2次試作車は1軸1枚の車輪ディスクブレーキ（台車はすべて主電動機付のため）であった。しかし、回生ブレーキを使用せず空気ブレーキだけで運転する場合、ブレーキディスクの温度上昇が大きく摩耗量も激しいことから、量産車からは両抱き式の踏面ブレーキとした。
補機としてはM2車に電動発電機 (MG・20kVA)、空気圧縮機 (CP) はレシプロ式のC-2000M形を搭載した。回生電力有効活用のため、千代田線の変電所内に電力回生用インバータを設置することを検討したが、設置しなくても電力料金の節約とトンネル内の温度上昇に問題がないと判断された。変電所へ電力回生インバータまたは抵抗器を設置することは、多額の投資を必要とすることも理由とされた。

なお、1次量産車のうち第09・11編成は二相二重チョッパ方式の試験を実施するため、本系列の量産車としては最初に搬入（第09編成（三菱電機製二相）は1970年（昭和45年）10月5日、第11編成（日立製作所製二相）は同年10月11日に）し、先行して各種試験を実施した。それ以外の編成は1970年（昭和45年）10月下旬から翌1971年（昭和46年）2月下旬にかけて搬入されている。先行搬入した車両を含めた量産車は、1970年（昭和45年）11月から翌1971年（昭和46年）4月まで千代田線と常磐線においてチョッパ制御による誘導障害など各種試験を実施した。第06・07・11編成は、日本車輌製造東京支店（前述）で製造された。

#### 消費電力
営団地下鉄はチョッパ制御による消費電力削減効果を検証するため、電力消費量の測定が行われた。
1次試作車
チョッパ制御装置と抵抗制御装置の両方を搭載したため、同一走行条件で測定が行われた。回生率は10.5%、電力消費量は抵抗制御と比較して23.9%の削減となった。
2次試作車　
チョッパ制御に最適化した方式で、回生率は17.8%まで向上した。
量産車
千代田線で運用している抵抗制御の5000系と6000系量産車を使用して、何度か電力消費量の測定が実施された。
- 5000系はセミステンレス車体、抵抗制御・発電ブレーキ方式。
- 6000系はアルミ車体、チョッパ制御・回生ブレーキ方式。

本系列投入時点の測定では、主回路電力で44 %、その他補機電力を含めた全体では39 %の電力消費量の削減が図られた。主回路電力44 %のうち、チョッパ制御によるものが36%、アルミ車体の軽量化によるものが13%である（相乗効果があるため、単純な和とはならない）。その後の測定でも、5000系と比較して約40 %の電力消費量の削減が確認されている。

### 3次量産車（1977年）
1978年（昭和53年）の代々木上原延長・小田急線乗り入れ開始に際して、3次車として第20・21編成が製造された。
当初より小田急線乗り入れ機器（OM-ATS、列車無線装置の設置など）や側面方向幕、通過標識灯、前面ガラスにデフロスター、保安ブレーキなど装備して落成した。乗務員室側面扉は高さの低いものに変更され、一部の車両に連結面貫通扉を増設した。火災対策の強化として座席表地の材質変更、消火器の増設が行われた。
制御装置はサイリスタを1,300V規格から2,500V規格（2,500V - 400A）の大容量品に変更、台車は一部改良が加えられている。製造は川崎重工と日本車輌製造である。
乗り入れ機器などの装備は1978年（昭和54年）までに1次・2次量産車にも追設された。なお、通過標識灯は1998年（平成10年）4月に小田急で使用が停止されたため、後年全車撤去されている。

このうち6920号車と6911号車においては、1977年（昭和52年）より、強制風冷式に代わって試験的にフロン沸騰冷却式チョッパ装置の試験を実施した。この結果が良好であったため、半蔵門線用の8000系で正式な採用に至った。なお、このチョッパ装置は制御装置更新時まで残されていた。

### 4次量産車（1981年）

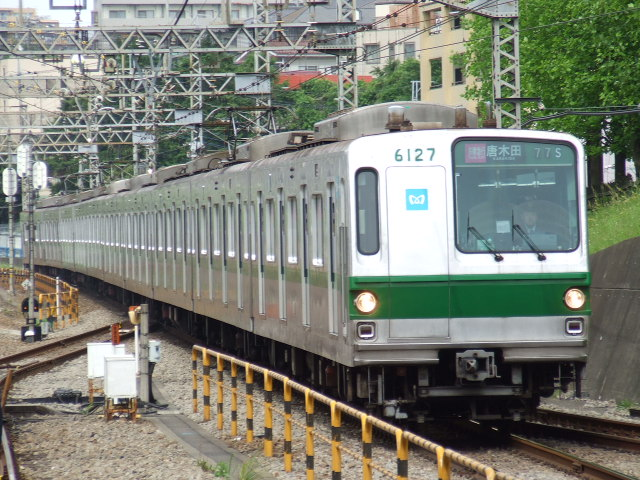
小田急電鉄に乗り入れる第27編成
（2007年5月16日 新百合ヶ丘駅）

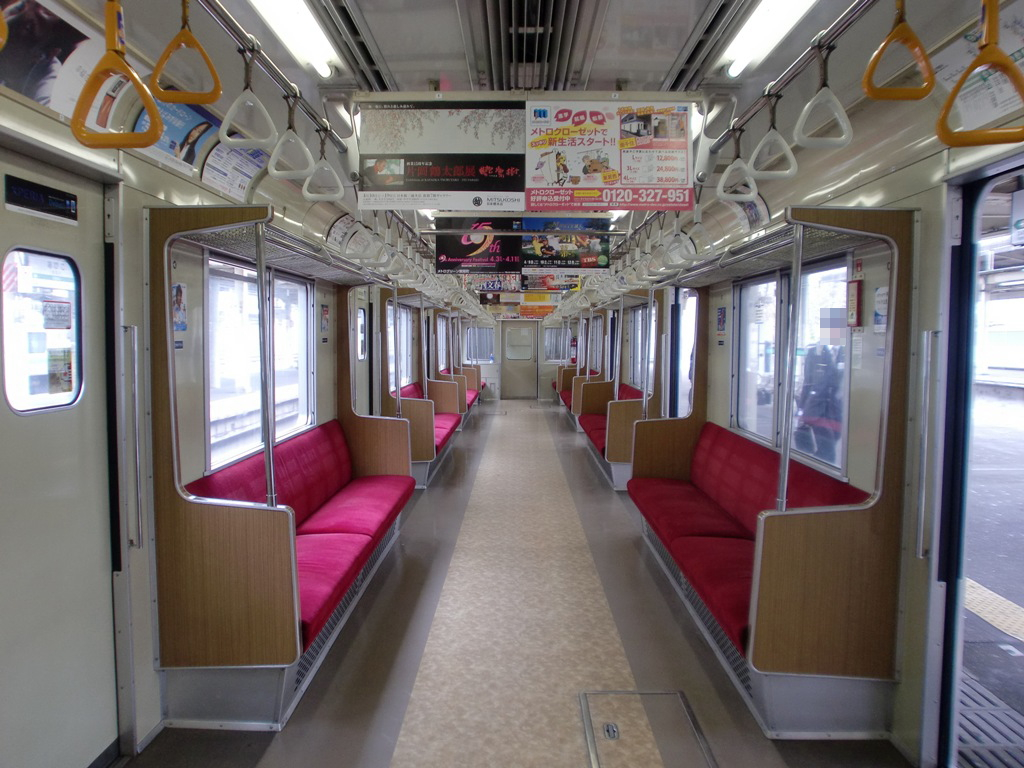
4次車の車内

1981年（昭和56年）以降に製造された4次車（第22 - 28編成）は、千代田線で使用されていた5000系10両編成5本を東西線に転用するための代替（50両）および千代田線の輸送力増強用（20両）として投入された。輸送力増強は1981年（昭和56年）10月5日ダイヤ改正に伴うもので、朝ラッシュ時の運転間隔を3分20秒（1時間あたり18本）から3分（1時間あたり20本）に増発した。導入費用は2編成で22億4,800万8,000円（1編成あたり約11億2,400万円）とされている。
半蔵門線用の8000系の設計が取り入れられ、車内冷房設置の準備車として落成した。屋根上には集中式冷房装置が設置できるようにしたほか、車内は冷房用ダクト、補助送風機としてラインデリアが設置された。さらに冷房配線も施工されており、冷房装置本体と電源装置を取り付ければ、すぐに冷房装置が使用できるようになっていた。当初の冷房方式は稼働率制御方式（ON/OFF制御）で、電源は三相交流440V,60Hzを出力するブラシレスMG（5両分の給電能力を有する160 kVA）が想定されていた。ただし、実際の冷房化改造時には直流600Vを電源とするインバータ制御式冷房装置とDC-DCコンバータ電源の省エネルギー型システムの採用に変更された。
扉間隔（ドアピッチ）は3次車までの3,500 mmから3,450 mmに変更した（客用扉と合わせた間隔は4,800 mmから4,750 mmとなる）。扉間の座席長さは、1人分の掛け幅430 mm×7人 ≒ 3,010 mmとなり、ドア横の立ちスペースは180 mmに縮小された。車端部の座席は3人掛けで430 mm×3人 ≒ 1,290 mm長、ドア横の立ちスペースは200 mmである。
側窓は従来の2段窓から天地寸法が拡大された1枚下降窓に変更され、窓枠も細くなって側面の印象が大きく変わった。座席には区分側の織り込みが入り、各車両連結面側に貫通扉が設置された。袖仕切は形状を変更して床に接しない形状化、蹴込み板形状を斜めにした。室内灯に使用される予備灯は従来の白熱灯からインバータ式で蛍光灯兼用のものとした。放送装置は自動音量調整機能付き（両先頭車のみ）とし、乗客が聞き取りやすいものとした。
乗務員室仕切部には小窓を新設した。ドアエンジンは1 - 3次量産車と異なり、俗に「爆弾ドア」と呼ばれる、開扉時に大きな音がするタイプとなった。側面行先表示器はわずかに大きくなっている（8000系と同寸法）。
制御装置の素子は逆導通サイリスタ（素子は2,500V - 1,000Aにアップ）だが、冷却方法をフロン沸騰冷却方式に変更して低騒音化が図られている。また、装置は周辺機器も含めた一体形からチョッパ装置2箱とゲート制御箱1箱の3分割形となった。台車は曲線通過性のよいSUミンデン（U形ゴムパッド付片板ばね式）式軸箱支持FS-378B形に変更された。空気圧縮機 (CP) は8000系で採用された低騒音形のC-2000L形となった。5・6号車の中間車床下には冷房用電源装置の準備工事がされた。

一部編成のCS-ATC装置は5000系から移設したものを再用した。日本車輌・川崎重工・近畿車輛で製造された。

### 5次量産車（1984 - 1985年）

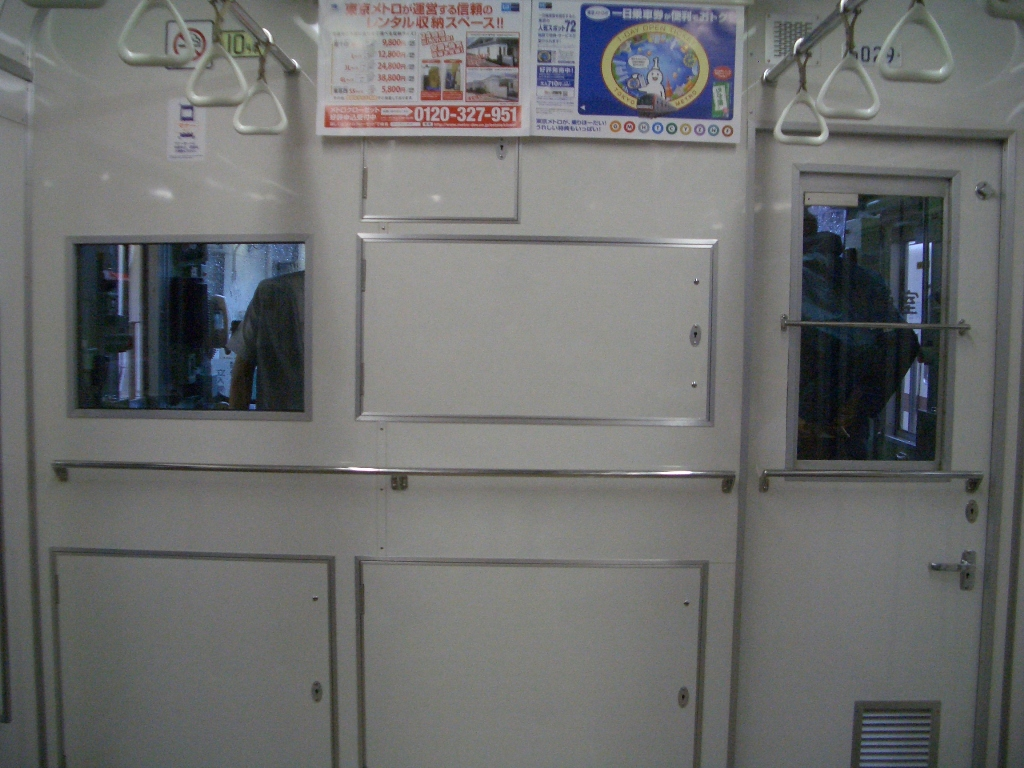
5次量産車の乗務員室仕切り
運転台後部の窓が拡大された

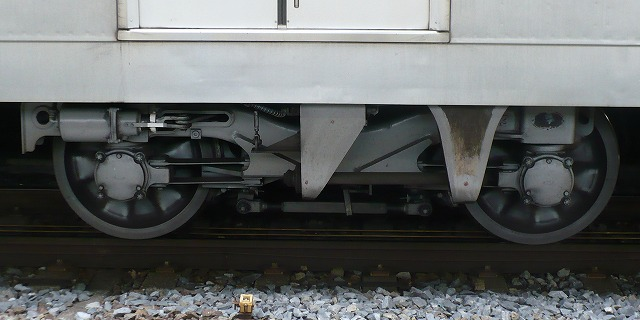
6000形5次量産車のSUミンデン式台車（FS523形）
基礎ブレーキを両抱き式から片押し踏面式としたため、台車が小型化された。

1984年（昭和59年）から1985年（昭和60年）には5次車の第29 - 32編成が落成した。1985年（昭和60年）3月14日ダイヤ改正の輸送力増強に伴うもので、朝ラッシュ時の運転間隔を3分（1時間あたり20本）から2分30秒（1時間あたり24本）に増発した。導入費用は4編成で48億9,821万5,000円（1編成あたり約12億2,455万円）とされている。
4社で製造。屋根曲線を変更し、車内の天井高さを45mm高くした。客室は配色が変更され、袖仕切と枕木方向の化粧板をマルメットグリーンと呼ばれる緑色系に、それ以外はアイボリー系の色調に変更した。客用ドアは窓が若干拡大されたものとなった。座席モケットはグリーン系に変更し、同時期に落成した銀座線用01系量産車と同じエコーラインの区分柄を採用した。
さらに前面展望を考慮して、乗務員室仕切の窓は拡大されている。細かな点では放送装置の自動音量調整機能を4次車の両先頭車のみから各車への設置となり、尾灯や車側灯がLED化された（このLED化は在来車も全車両施工）。誘導無線アンテナはそれまで両先頭車に分散配置されていたが、このグループから8号車である6800形に集中配置された。

空気圧縮機は01系で採用された低騒音形のC-2000LA形に変更した。1 - 4次量産車では基礎ブレーキが両抱き式踏面ブレーキの台車を採用していたが、これ以降の製造次車では片押し式踏面ブレーキに変更した台車（FS-523形）を採用している。

### 6次量産車（1988年）

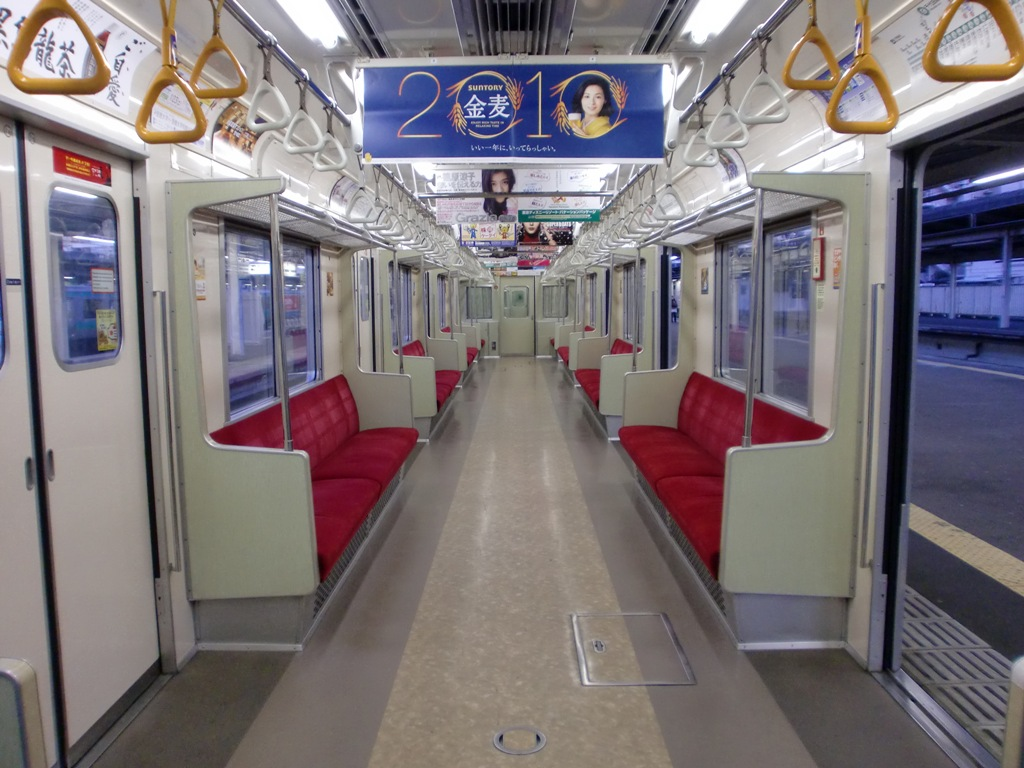
6次車の車内
座席は後年になって4次車と同じものに張り替えられている

1988年（昭和63年）に落成した6次車の第33・34編成は6000系で初めて冷房装置が搭載された。出力は48.9kW (42,000kcal/h) で、装置キセが角型、電源としてDC-DCコンバータ (130kW) を編成で2台設置した。仕様は5次車とほぼ同じだが、化粧板は若干淡い色調に変更、床敷物が2色のツートンとなり、ドア窓は外側からの支持となった。また従来は車内妻面壁に設置していた消火器を収納キセに収めるように変更した。このほか運転台表示灯のLED化、耐雪ブレーキ取り付け（耐雪ブレーキ自体は1985年（昭和60年）内に全車両に施工されていた）が行われ、6100形に搭載されていたパンタグラフを廃止した。1988年（昭和60年）10月25日ダイヤ改正の輸送力増強に伴うもので、導入費用は2編成で26億8,682万9,000円（1編成あたり約13億4,321万円）とされている。近畿車輛で製造された。

### 7次量産車（1990年）

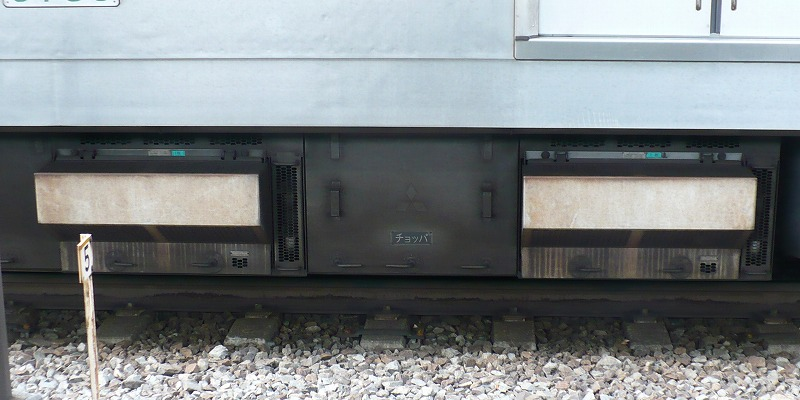
第35編成のものと同型のGTO-チョッパ装置
（THB-2L-23形）

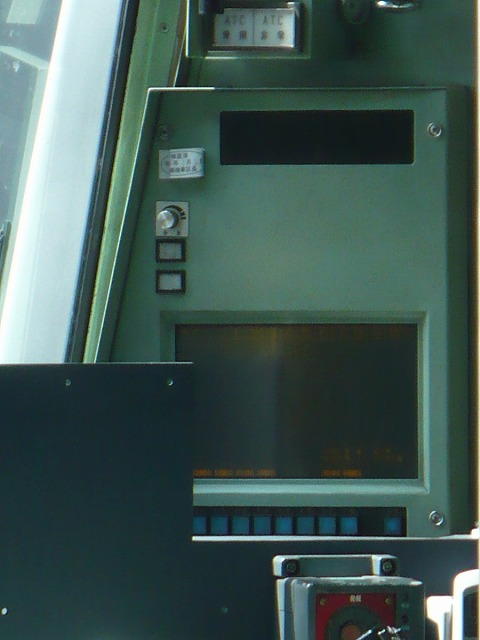
運転台に設置されたユニバーサル表示器
（別編成のもの）

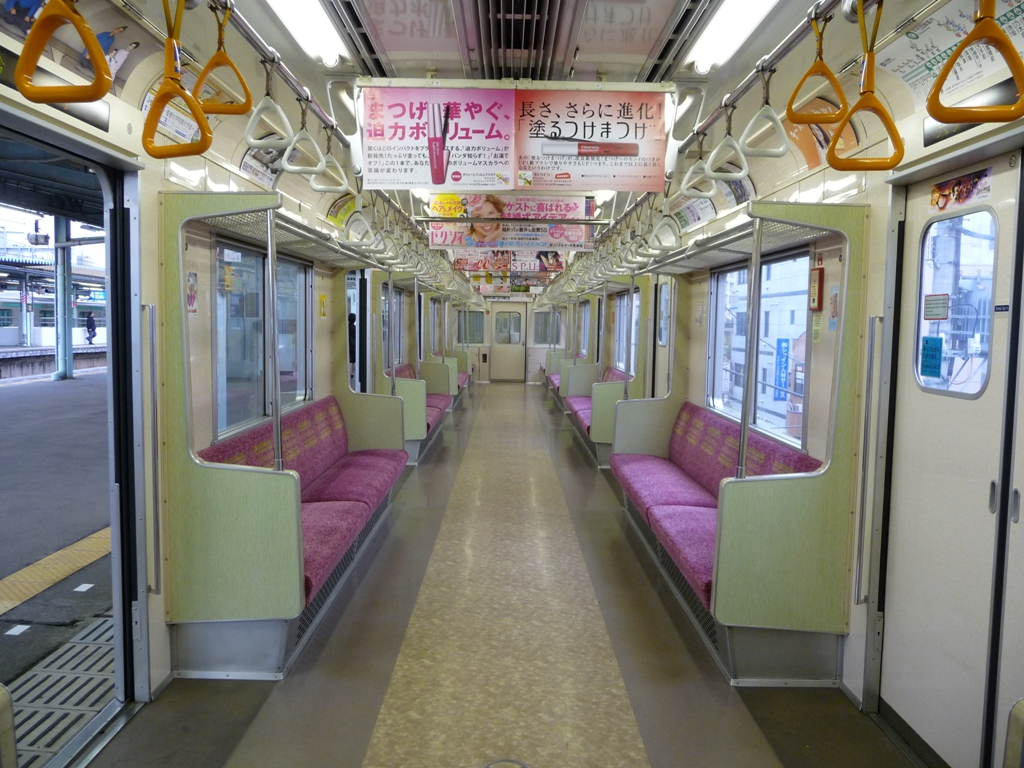
7次車の車内
（座席交換後）

1990年（平成2年）9月に最終増備車として7次車・第35編成（東急車輛製造製）が投入された。1990年（平成2年）10月6日ダイヤ改正の輸送力増強に伴うもので、導入費用は13億7,462万2,000円とされている。
制御装置は既に更新車に採用されていた素子にGTOサイリスタを使用したものに、冷房化による重量増を考慮して主電動機は155kW出力に増強した。DCコンバータは170kW出力に拡大し、M2車に搭載していたMGを廃止した。
外観では、従来はアルミ形材に焼付塗装していたラインカラーをフィルム式に、方向幕は緑地から紺色ローマ字入りに変更された。車内は化粧板は光沢のあるものに変更となったほか、枕木方向の化粧板がレール方向のものと同じアイボリー系の色調に変更されている。運転台には故障をモニタリングするユニバーサル表示器が設置された。

さらに新製当初より車内案内表示器・車外スピーカー・ドアチャイム・自動放送装置を設置した。これは同時期に竣工した8000系の第10編成・前年度竣工した7000系の第33・34編成と同仕様である。側面の社紋の位置が他編成と異なる。

### 冷房化改造

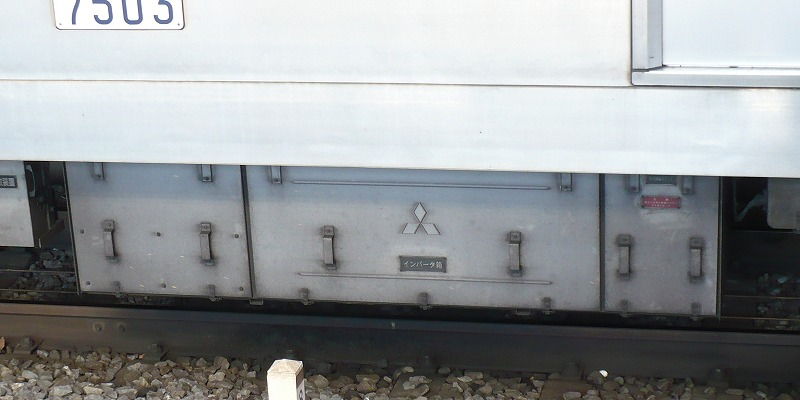
第02 - 07・11 - 21編成の冷房改造車に搭載された三菱製静止形インバータ装置
（NC-FAT120A形）
（写真は7000系の同一品）

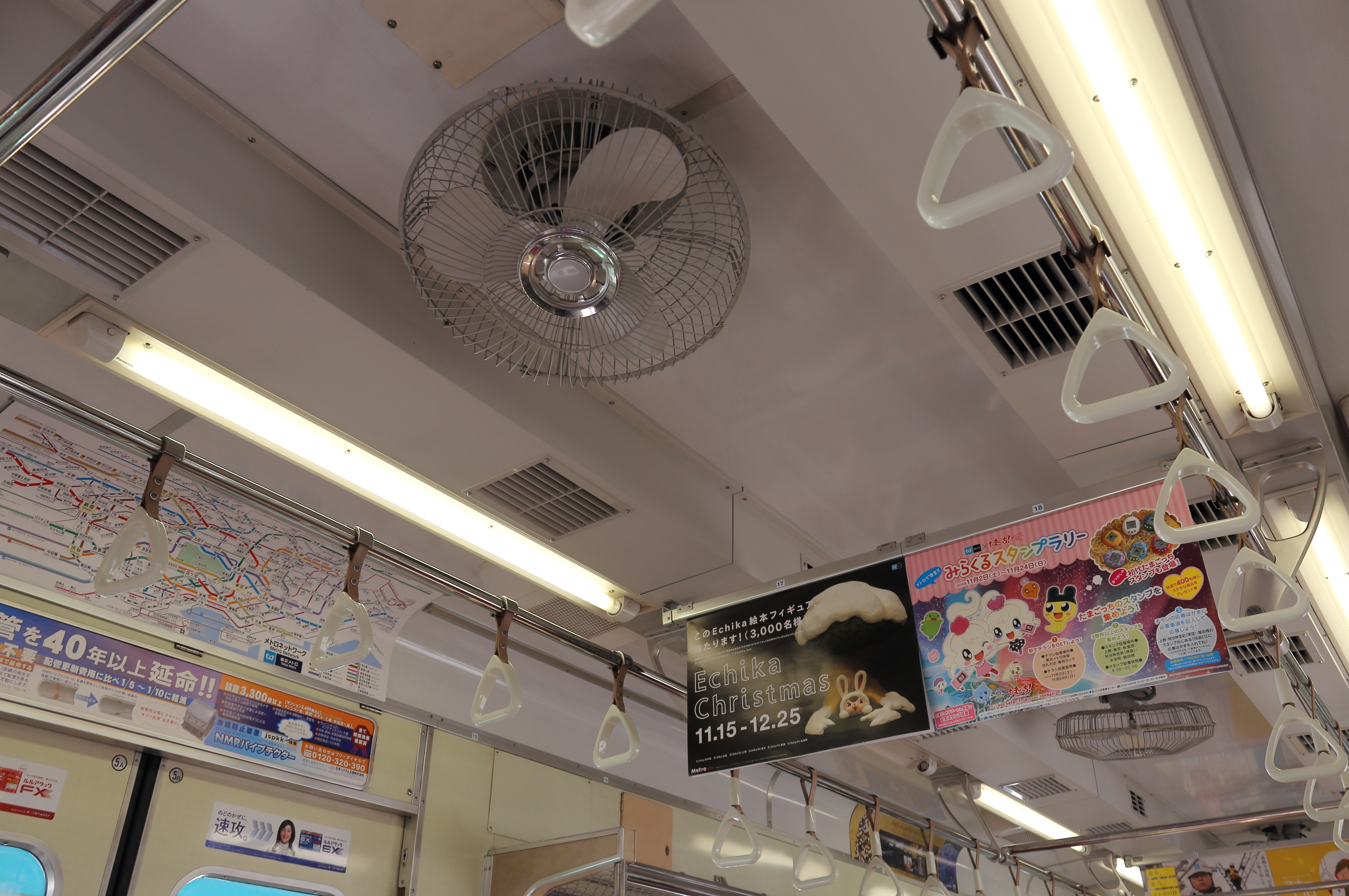
スポット方式空調
（写真は1次試作車）

在来車の冷房化改造は、取り付けが容易な構造である冷房準備車の4・5次車より施行された。時期は早く1988年（昭和63年）3月から1989年（平成元年）6月である。装置はいずれも出力48.9kW (42,000kcal/h) の集中式冷房装置が搭載されている。このグループの冷房制御はインバータ式で、装置キセは角形、電源は130kWのDC-DCコンバータである。車内はラインデリア（補助送風機）併用のダクト方式である。ラインデリアは車体全長にわたって、先頭車に10台・中間車に11台設置している。
非冷房車の冷房化改造は1988年（昭和63年）3月から1994年（平成6年）9月にかけて行われた。最初に、後述する更新工事と合わせて第09編成をメーカー（川崎重工業）に輸送して実施、その後在来車も改造が開始された。初期に施行した第08編成 - 第10編成はインバータ制御式、装置キセが角形であり、電源はDC-DCコンバータである。室内は左右ダクトの中央に冷房吹出口がある「サブダクト方式」で、扇風機7台を併用する方式である。なお扇風機は大型の50cmタイプから40cmタイプに変更された。
それ以外の編成では制御が単純な稼働率制御方式（ON/OFF制御）で、装置キセが丸みを帯びた形状、電源は120kVAの静止形インバータ (SIV)（三菱電機製・GTO素子使用）である。室内は左右のダクト途中に吹出口がある「スポット方式」で、扇風機6台（冷房装置下部のものは撤去）を併用する方式である。この方式は改造コストを抑えるために5000系に採用された方式にも似た形状である。なお、2次試作車のみ冷房化時に電源装置を集約し、190kVAの静止形インバータ2台搭載とした。

冷房化改造と同時に、屋根上のベンチレーターは撤去された。また、1997年（平成9年） - 2003年（平成15年）の間に、試作車を除く6100形のパンタグラフを撤去した。

## 編成

### 次車別仕様一覧表
- 新製当初の仕様であり、改造工事・更新工事の施工で異なる場合もある。

|                    | 1次試作車                                   | 2次試作車                                   | 1次車                                       | 2次車                                       | 3次車                        | 4次車                       | 5次車                       | 6次車                      | 7次車                      | 備考                                      |
| ------------------ | ------------------------------------------- | ------------------------------------------- | ------------------------------------------- | ------------------------------------------- | ---------------------------- | --------------------------- | --------------------------- | -------------------------- | -------------------------- | ----------------------------------------- |
| 製造年             | 1968年                                      | 1969年                                      | 1970年度                                    | 1972年度                                    | 1977年度                     | 1981年度                    | 1984年度                    | 1988年度                   | 1990年度                   |                                           |
| 編成番号           | 6000-                                       | 01                                          | 02 - 13                                     | 14 - 19                                     | 20・21                       | 22 - 28                     | 29 - 32                     | 33・34                     | 35                         |                                           |
| 構体重量           | 5,000 kg                                    | 4,360 kg                                    | 4,100 kg                                    | 3,900 kg                                    | 3,900 kg                     | 4,300 kg                    | データなし                  | データなし                 | データなし                 |                                           |
| チョッパ素子       | 逆阻止サイリスタ                            | 逆阻止サイリスタ                            | 逆阻止サイリスタ （一部逆導通サイリスタ）   | 逆導通サイリスタ                            | 逆導通サイリスタ             | 逆導通サイリスタ            | 逆導通サイリスタ            | 逆導通サイリスタ           | GTOサイリスタ              |                                           |
| サイリスタ容量     | 1,200V - 250A（三菱） 1,200V - 400A（日立） | 1,300V - 400A（三菱） 1,200V - 400A（日立） | 1,300V - 400A（三菱） 1,200V - 400A（日立） | 1,300V - 400A（三菱） 1,200V - 400A（日立） | 2,500V - 400A                | 2,500V - 1,000A             | 2,500V - 1,000A             | 2,500V - 1,000A            | 4,500V - 2,000A            |                                           |
| チョッパ冷却方式   | 強制風冷                                    | 強制風冷                                    | 強制風冷                                    | 強制風冷                                    | 強制風冷                     | フロン沸騰冷却              | フロン沸騰冷却              | フロン沸騰冷却             | フロン沸騰冷却             | 3次車の一部フロン沸騰冷却試験             |
| 補助電源装置       | 静止形インバータ                            | 電動発電機                                  | 電動発電機                                  | 電動発電機                                  | 電動発電機                   | 電動発電機 （冷房電源準備） | 電動発電機 （冷房電源準備） | 電動発電機 DC-DCコンバータ | DC-DCコンバータ            |                                           |
| 台車               | S形ミンデン式台車                           | S形ミンデン式台車                           | S形ミンデン式台車                           | S形ミンデン式台車                           | SUミンデン式台車             | SUミンデン式台車            | SUミンデン式台車            | SUミンデン式台車           | SUミンデン式台車           |                                           |
| 基礎ブレーキ       | ディスクブレーキ                            | ディスクブレーキ                            | 両抱き式踏面ブレーキ                        | 両抱き式踏面ブレーキ                        | 両抱き式踏面ブレーキ         | 両抱き式踏面ブレーキ        | 片押し式踏面ブレーキ        | 片押し式踏面ブレーキ       | 片押し式踏面ブレーキ       | 2次試作車組込みの中間増備車は踏面ブレーキ |
| 通風器             | 通風器7台                                   | 通風器7台                                   | 通風器7台                                   | 通風器7台                                   | 通風器7台                    | 通風器2台・排気扇2台        | 通風器2台・排気扇2台        | なし                       | なし                       |                                           |
| 冷房装置           | 非冷房                                      | 非冷房                                      | 非冷房                                      | 非冷房                                      | 非冷房                       | 冷房準備車                  | 冷房準備車                  | 新製冷房車                 | 新製冷房車                 |                                           |
| 行先表示器         | 電動式（側面あり）                          | 手動式                                      | 手動式（側面準備）                          | 電動式（側面準備）                          | 電動式（側面あり）           | 電動式（側面あり）          | 電動式（側面あり）          | 電動式（側面あり）         | 電動式（側面あり）         |                                           |
| 側窓構造           | 二段窓（上段下降・下段上昇）                | 二段窓（上段下降・下段上昇）                | 二段窓（上段下降・下段上昇）                | 二段窓（上段下降・下段上昇）                | 二段窓（上段下降・下段上昇） | 1段下降窓                   | 1段下降窓                   | 1段下降窓                  | 1段下降窓                  |                                           |
| 乗務員室背面仕切窓 | 中央に小窓1つ                               | なし                                        | なし                                        | なし                                        | なし                         | 運転士側に小窓1つ           | 運転士側に大窓1つ           | 運転士側に大窓1つ          | 運転士側に大窓1つ          |                                           |
| 室内送風設備       | 扇風機取付準備                              | 扇風機                                      | 扇風機                                      | 扇風機                                      | 扇風機                       | 横流ファン（ラインデリア）  | 横流ファン（ラインデリア）  | 横流ファン（ラインデリア） | 横流ファン（ラインデリア） |                                           |
| 暖房装置           | 取付準備                                    | 650W                                        | 650W                                        | 650W                                        | 700W                         | 750W                        | 750W                        | 750W                       | 750W                       | 1基あたりの容量（中間車16台、先頭車14台） |
| 室内貫通扉         | なし                                        | なし                                        | 1か所                                       | 1か所                                       | 3か所                        | 各車両の端部                | 各車両の端部                | 各車両の端部               | 各車両の端部               |                                           |
| 座席構造           | 区分柄なし（一部リクライニング機構付）      | 区分柄なし（一部リクライニング機構付）      | 区分柄なし                                  | 区分柄なし                                  | 区分柄なし                   | 区分柄入り                  | 区分柄エコーライン入り      | 区分柄エコーライン入り     | 区分柄エコーライン入り     |                                           |

### 1次試作車
1次試作車の落成時・東西線配属当時は以下の車両番号であった。
|          | ← 東陽町中野 → |              |              |
| 号車     | 1              | 2            | 3            |
| 車両番号 | 6001（初代）   | 6002（初代） | 6003（初代） |

1次試作車の改番後・千代田線転属後は以下の通りである。
|          | ← 綾瀬北綾瀬 → |             |              |
| 号車     | 1              | 2           | 3            |
| 車両番号 | 6000-1 (CM1)   | 6000-2 (M2) | 6000-3 (CM3) |

### 2次試作車
2次試作車（第01編成）の落成時・東西線配属当時は以下の車両番号であった。
|          | ← 西船橋中野 → |              |              |              |              |              |
| 号車     | 1              | 2            | 3            | 4            | 5            | 6            |
| 車両番号 | 6011（初代）   | 6012（初代） | 6013（初代） | 6014（初代） | 6015（初代） | 6016（初代） |

10両編成化以降2012年上半期まで以下の編成組成であった。
|      | ← 代々木上原綾瀬・取手 → |           |           |           |           |            |           |           |           |                   |
| 号車 | 1                        | 2         | 3         | 4         | 5         | 6          | 7         | 8         | 9         | 10                |
| 形式 | 6101 (CM1)               | 6201 (M2) | 6301 (M1) | 6401 (M2) | 6501 (Tc) | 6601 (Tc') | 6701 (T1) | 6801 (T2) | 6901 (M1) | 6001（2代） (CM2) |

当初は編成組替の予定がなかったが、2012年7月に工事が施された上で運用に復帰した（詳細は「編成別の特徴」の項を参照）。
以後、2018年11月11日に一般旅客営業運転を終了するまでの編成組成は以下の通りである。
|      | ← 代々木上原綾瀬・取手 → |           |           |            |           |           |           |           |           |                   |
| 号車 | 1                        | 2         | 3         | 4          | 5         | 6         | 7         | 8         | 9         | 10                |
| 形式 | 6101 (CM1)               | 6201 (M2) | 6701 (T1) | 6601 (Tc') | 6301 (M1) | 6401 (M2) | 6501 (Tc) | 6801 (T2) | 6901 (M1) | 6001（2代） (CM2) |

### 量産車

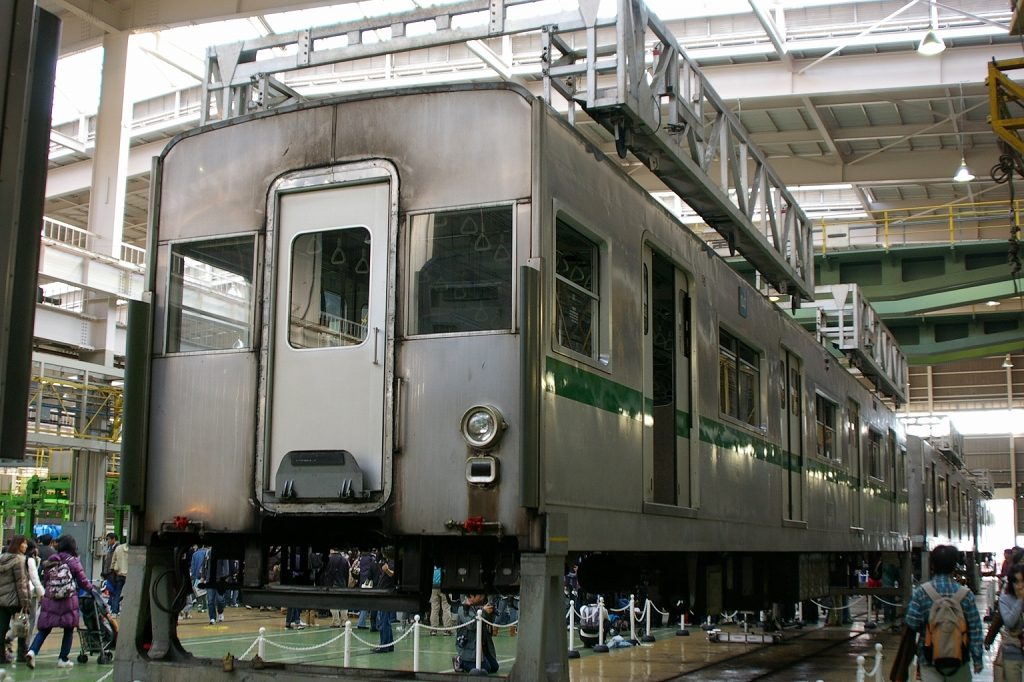
第20編成の簡易運転台
（2010年11月28日 /綾瀬車両基地）

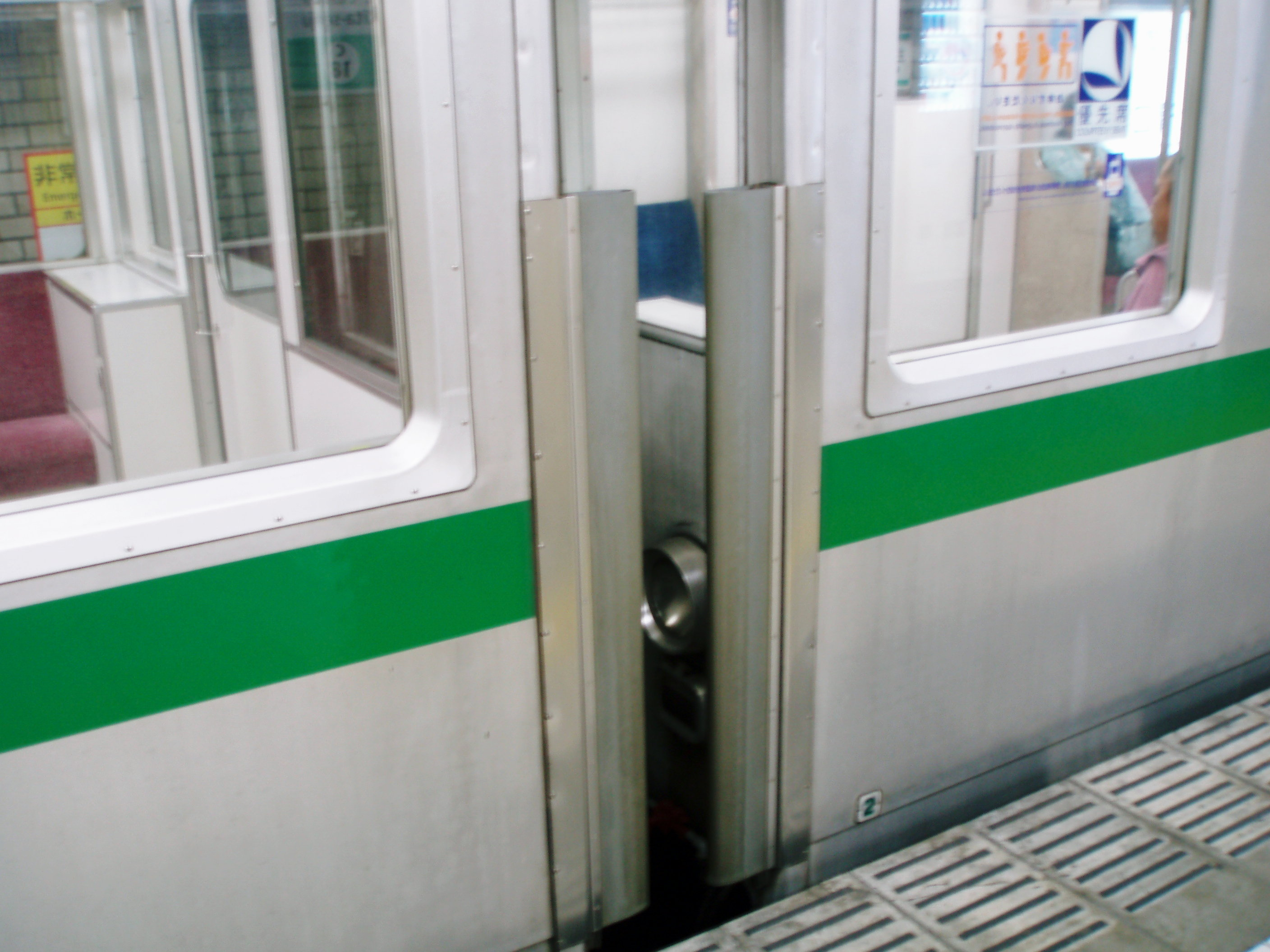
第02編成の簡易運転台部分
転落防止幌の隙間に見えるのは前照灯
（2007年6月 / 北千住駅）

量産車（第02編成以降）の編成組成は、基本的に以下の通りである。
|      | ← 本厚木・唐木田・代々木上原綾瀬・取手 → |             |             |             |             |              |             |             |             |              |
| 号車 | 1                                        | 2           | 3           | 4           | 5           | 6            | 7           | 8           | 9           | 10           |
| 形式 | 6100形 (CT1)                             | 6200形 (T2) | 6300形 (M1) | 6400形 (M2) | 6500形 (Tc) | 6600形 (Tc') | 6700形 (M1) | 6800形 (M2) | 6900形 (M1) | 6000形 (CM2) |

- 車庫内で分割して入換運転をするため、簡易運転台が6500形と6600形に設置されている[17]。
- 第01 - 22・24・28 - 32編成では6200形と6900形の車内に車椅子スペースがある。
- 4次車以降で制御装置を更新した編成は6000形が形式変更され、- 6900形 (M1) - 6000形 (CT2) に変更された。

ただし、後述の編成形態変更改造を実施した編成は、改造後に以下の組成となっている。最終的には第02・04・08・09・14・16 - 21・34編成に実施された。また、車椅子スペースの位置が変更となる編成では、6300形に新設されている。
|      | ← 本厚木・ 唐木田・代々木上原綾瀬・取手 → |             |             |             |             |             |              |             |             |              |
| 号車 | 1                                         | 2           | 3           | 4           | 5           | 6           | 7            | 8           | 9           | 10           |
| 形式 | 6100形 (CT1)                              | 6300形 (M1) | 6400形 (M2) | 6500形 (Tc) | 6700形 (M1) | 6800形 (M2) | 6600形 (Tc') | 6200形 (T2) | 6900形 (M1) | 6000形 (CM2) |

### 編成表（1次試作車以外）

#### 編成組み替え前
| ← 本厚木・唐木田・代々木上原綾瀬・取手 → |      |      |      |      |      |      |      |      |      |    |
| 号車                                     | 1    | 2    | 3    | 4    | 5    | 6    | 7    | 8    | 9    | 10 |
| 車両番号                                 |      |      |      |      |      |      |      |      |      |    |
| 6101                                     | 6201 | 6301 | 6401 | 6501 | 6601 | 6701 | 6801 | 6901 | 6001 |    |
| 6102                                     | 6202 | 6302 | 6402 | 6502 | 6602 | 6702 | 6802 | 6902 | 6002 |    |
| \|                                       | \|   | \|   | \|   | \|   | \|   | \|   | \|   | \|   | \|   |    |
| 6113                                     | 6213 | 6313 | 6413 | 6513 | 6613 | 6713 | 6813 | 6913 | 6013 |    |
| 6114                                     | 6214 | 6314 | 6414 | 6514 | 6614 | 6714 | 6814 | 6914 | 6014 |    |
| \|                                       | \|   | \|   | \|   | \|   | \|   | \|   | \|   | \|   | \|   |    |
| 6119                                     | 6219 | 6319 | 6419 | 6519 | 6619 | 6719 | 6819 | 6919 | 6019 |    |
| 6120                                     | 6220 | 6320 | 6420 | 6520 | 6620 | 6720 | 6820 | 6920 | 6020 |    |
| 6121                                     | 6221 | 6321 | 6421 | 6521 | 6621 | 6721 | 6821 | 6921 | 6021 |    |
| 6122                                     | 6222 | 6322 | 6422 | 6522 | 6622 | 6722 | 6822 | 6922 | 6022 |    |
| \|                                       | \|   | \|   | \|   | \|   | \|   | \|   | \|   | \|   | \|   |    |
| 6128                                     | 6228 | 6328 | 6428 | 6528 | 6628 | 6728 | 6828 | 6928 | 6028 |    |
| 6129                                     | 6229 | 6329 | 6429 | 6529 | 6629 | 6729 | 6829 | 6929 | 6029 |    |
| \|                                       | \|   | \|   | \|   | \|   | \|   | \|   | \|   | \|   | \|   |    |
| 6132                                     | 6232 | 6332 | 6432 | 6532 | 6632 | 6732 | 6832 | 6932 | 6032 |    |
| 6133                                     | 6233 | 6333 | 6433 | 6533 | 6633 | 6733 | 6833 | 6933 | 6033 |    |
| 6134                                     | 6234 | 6334 | 6434 | 6534 | 6634 | 6734 | 6834 | 6934 | 6034 |    |
| 6135                                     | 6235 | 6335 | 6435 | 6535 | 6635 | 6735 | 6835 | 6935 | 6035 |    |

■：2次試作車 - 第01編成の6101-6201-6301-6401-6901-6001
■：1次量産車 - 第01編成の6501-6601-6701-6801と第02 - 13編成
■：2次量産車 - 第14 - 19編成
■：3次量産車 - 第20・21編成
■：4次量産車 - 第22 - 28編成
■：5次量産車 - 第29 - 32編成
■：6次量産車 - 第33・34編成
■：7次量産車 - 第35編成
以下同じ。

#### 編成組み替え後
編成組み替えを施工された編成のみ表記する。
| ← 本厚木・唐木田・代々木上原綾瀬・取手 → |      |      |      |      |      |      |      |      |      |    |
| 号車                                     | 1    | 2    | 3    | 4    | 5    | 6    | 7    | 8    | 9    | 10 |
| 車両番号                                 |      |      |      |      |      |      |      |      |      |    |
| 6101                                     | 6201 | 6701 | 6601 | 6301 | 6401 | 6501 | 6801 | 6901 | 6001 |    |
| 6102                                     | 6302 | 6402 | 6502 | 6702 | 6802 | 6602 | 6202 | 6902 | 6002 |    |
| 6104                                     | 6304 | 6404 | 6504 | 6704 | 6804 | 6604 | 6204 | 6904 | 6004 |    |
| 6108                                     | 6308 | 6408 | 6508 | 6708 | 6808 | 6608 | 6208 | 6908 | 6008 |    |
| 6109                                     | 6309 | 6409 | 6509 | 6709 | 6809 | 6609 | 6209 | 6909 | 6009 |    |
| 6114                                     | 6314 | 6414 | 6514 | 6714 | 6814 | 6614 | 6214 | 6914 | 6014 |    |
| 6116                                     | 6316 | 6416 | 6516 | 6716 | 6816 | 6616 | 6216 | 6916 | 6016 |    |
| \|                                       | \|   | \|   | \|   | \|   | \|   | \|   | \|   | \|   | \|   |    |
| 6119                                     | 6319 | 6419 | 6519 | 6719 | 6819 | 6619 | 6219 | 6919 | 6019 |    |
| 6120                                     | 6320 | 6420 | 6520 | 6720 | 6820 | 6620 | 6220 | 6920 | 6020 |    |
| 6121                                     | 6321 | 6421 | 6521 | 6721 | 6821 | 6621 | 6221 | 6921 | 6021 |    |
| 6134                                     | 6334 | 6434 | 6534 | 6734 | 6834 | 6634 | 6234 | 6934 | 6034 |    |

## 車両更新
営団地下鉄では、車齢40年程度まで使用する方針であり、製造から約18年が経過する1988年（昭和63年）に第09編成を車両メーカー（川崎重工業）に輸送し、アルミ車体の劣化診断を含めた車体更新（B修工事）と冷房装置搭載改造を実施した。その後、他編成にも新木場CR（新木場CRは1991年12月の発足で、それまでは綾瀬車両基地内で実施していた）において更新工事が開始されたが、冷房装置搭載改造を優先させるために1992年（平成4年）度から約2年半の期間はB修工事が一時中断された。その後、1995年（平成7年）度からB修工事が再開され、2000年（平成12年）度をもって3次車までの車両のB修工事および制御装置の更新工事が完了した。
B修工事20年程度経年した車両に施工する大規模な更新工事のこと。
C修工事10年程度経年した車両に施工する簡易な更新工事のこと。
C修工事は1981年（昭和56年）から1987年（昭和62年）にかけて3次量産車までに施工されている。1990年代に入ってからは4次車にも施工が実施された。C修工事の施工内容は車体各部のシール材・ゴム材の交換や床敷物交換、屋根補修、ラインカラーの交換などを実施するものである。

### B修工事の施工

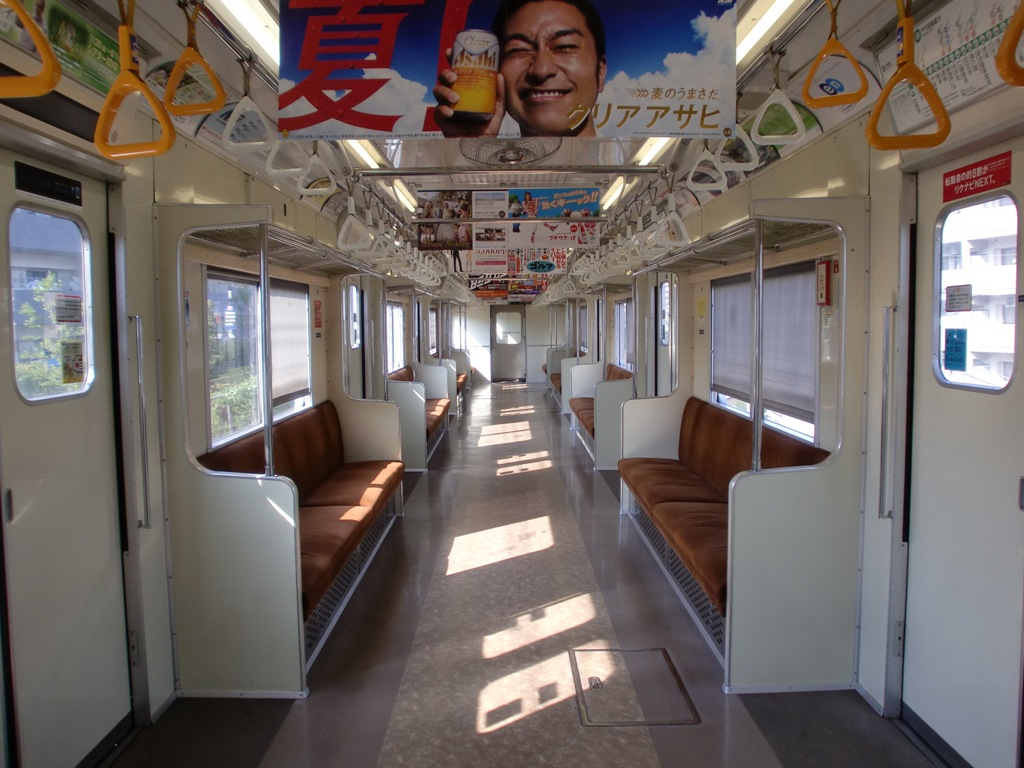
1991年度までに施工した編成の車内

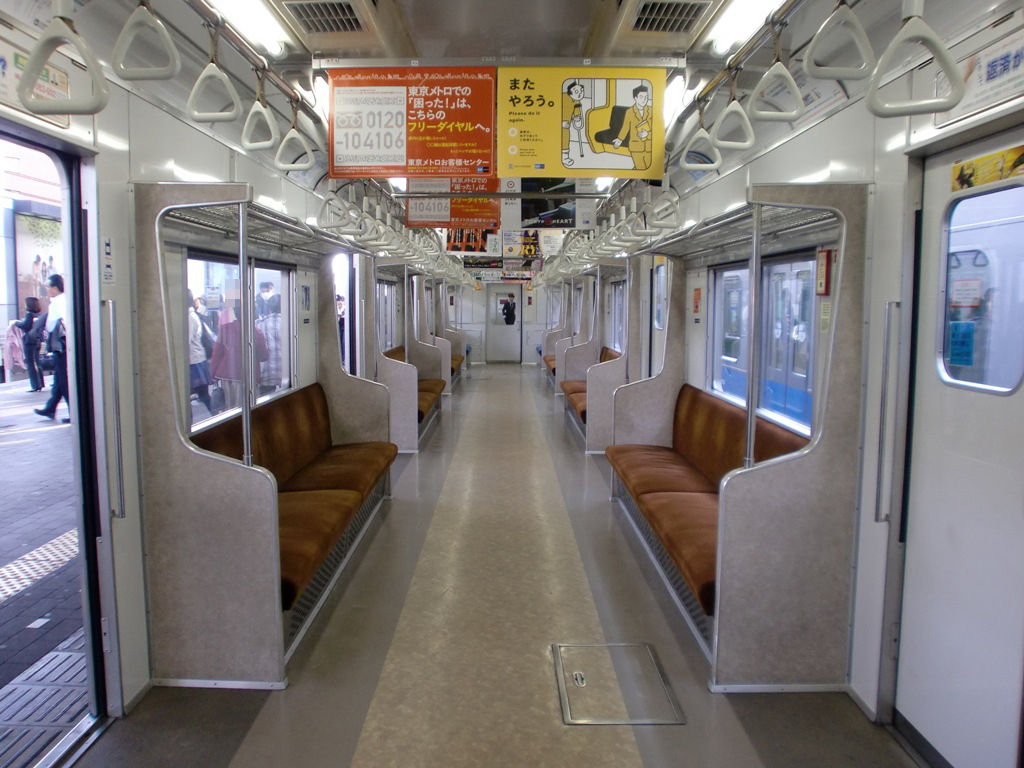
1995年度から2000年度に施工した編成の車内

B修工事は車体内外すべてに及んで施工をしている。なお、施工内容については編成や施工時期によって仕様に差異がある。
車体外部修理では車体構体修理（台枠・外板・屋根など）、空気配管・艤装配線の取り替え、乗務員室側面扉の交換や路線識別帯（ラインカラー）をフィルム式に改修などを施工した。
車内設備では化粧板の張り替え、座席モケット交換（赤色→茶色）、客用ドアの交換、側窓をバランサー付き2段式ユニット窓への交換、広幅貫通路を車内保温・騒音対策から狭幅貫通路化して貫通扉の設置などを実施した。
1991年（平成3年）頃からは放送設備の更新と自動放送装置を設置、行先表示器のLED化を施行、貫通扉の一部省略が実施されている。
1992年（平成4年）にB修を中断し、冷房化を優先した車両では座席モケットの交換、ラインカラーの改修、行先表示のLED化、自動放送装置の設置など最小限の改修がされた。この改修を実施した車両は1995年（平成7年）以降にB修の施工を受けることになる。
1995年（平成7年）以降には、誘導無線装置の更新や2段窓の1枚下降式化改造、床敷物の張り替え（ツートンカラー化）、荷棚金網の交換（銀座線用の01系と同様の格子状のもの）、車内2か所に車椅子スペースが設置された。車椅子スペース部では対話式非常通報器を設置している。その後、2004年（平成16年）頃より車内案内表示装置とドアチャイムの設置も一部編成に実施された。
施工時期によって車内化粧板は1991年度までに施工した編成（1次試作車と量産車8編成）は薄緑色ベースのクリーム色だが、1995年度から2000年度に施工した編成（2次試作車と量産車12編成）は白色をベースとしたものとなっている。初期にB修を施工した車両では後年に床敷物の張り替え（ツートンカラー化）や車椅子スペースの設置などのC修工事が施工された。
2007年（平成19年）からは、広幅貫通路を備えた3次車までの編成を対象に各車両への貫通扉の増設工事（広幅貫通路を狭幅貫通路化、片側妻面に外付け式貫通扉設置）が進行した。これは最初の時期にB修工事を施工した第08 - 10編成では更新時に各車両間の貫通路を縮小し、貫通扉を片面に設置していたものの、それ以降の編成では省略または設置が実施されていなかったためであるが、未施工の編成も存在した。

### 制御装置の更新

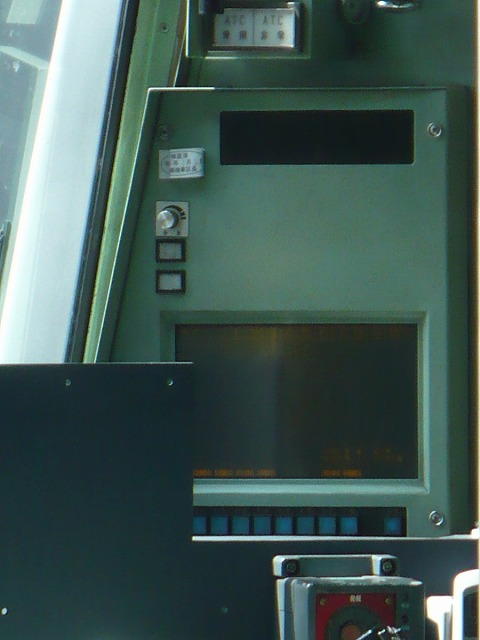
運転台に設置されたユニバーサル表示器

制御装置は半導体の劣化を考慮して1990年（平成2年）から第10編成を最初にGTO使用のチョッパ制御に更新した。コスト低減のため、主電動機は再利用し、断流器や転換器などは補修工事後、再利用しており、チョッパ装置およびゲート制御装置に限定して機器の更新が実施された。この更新は1993年（平成5年）4月に竣工する第15編成をもって全9編成の施工が終了した。なお、このチョッパ装置は最終増備車である第35編成にも搭載された。
1995年（平成7年）からは省エネルギー化、メンテナンスフリー化の観点から第09編成を最初にIGBT-VVVFインバータ制御（3レベル、1C2M4群制御）化を施行し、主電動機は160kW出力品に交換されている。これは更新コストを抑えるため、既存機器はそのままに、またゲート制御装置は4箱に分割した分散形とされている。このVVVF制御化更新は約10年で投資コストが回収出来るとされている。このVVVF制御更新は1999年（平成11年）1月に竣工した第01編成（2次試作車、B修＋VVVF化同時施工）をもって完了した。
これに合わせて運転台へのユニバーサル表示器の設置が実施されている。これは車両故障時における乗務員支援システムとして搭載したもので、故障情報を運転台にモニタリングするものである。VVVF制御化更新された車両は2020年代まで使用される予定だったが、2015年（平成27年）11月に第09編成がこのグループの中で最初に廃車された。

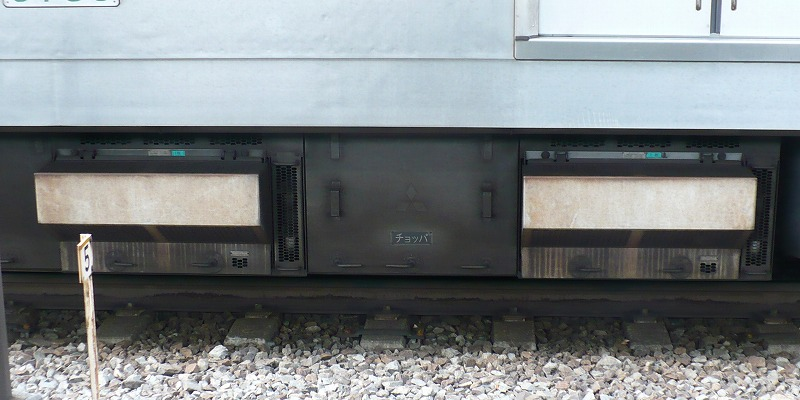
更新後の三菱製GTO-チョッパ装置 （THB-2L-23形）
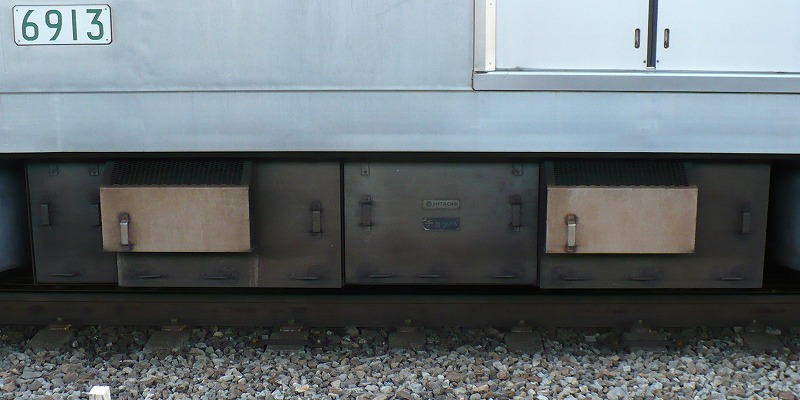
更新後の日立製GTO-チョッパ装置 （CH-MR-146形）
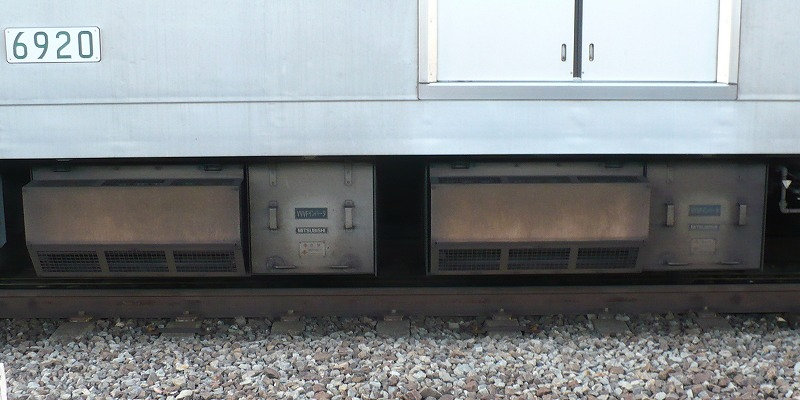
更新後の三菱製VVVFインバータ装置 （MAP-178-15V53形）
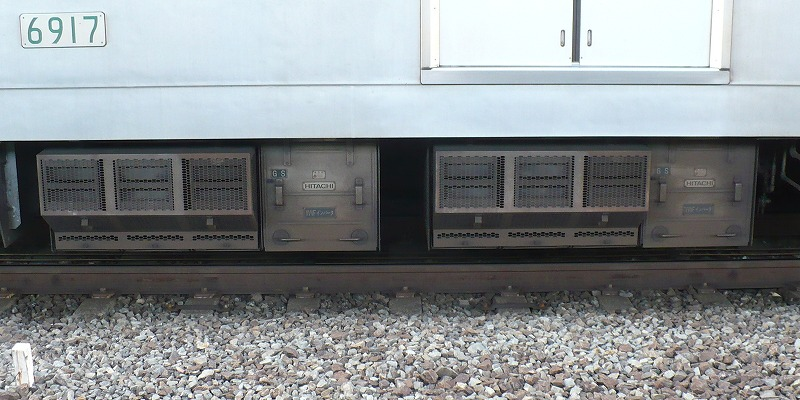
更新後の日立製VVVFインバータ装置 （VFI-HR4820C形）

### 4次車以降の更新工事
2003年度以降は第24編成を最初に4次車以降にもB修工事が開始され、仕様が変更されている。
この更新は第22・24・28 - 32編成の計7編成に実施されたが、2007年（平成19年）3月に竣工した第22編成を最後に、その後の更新は行われず、以後は16000系の新造による本系列の代替へと移行した。当初、このタイプの更新を施工した車両は今後20年以上の使用を予定していたが、2015年12月に第28編成がこのグループの中で最初に廃車された。
制御装置は後に登場する有楽町線用の10000系に準じたIPM（素子保護機能付きIGBT）-VVVFインバータ方式（PGセンサレスベクトル制御、純電気ブレーキ対応、2レベル方式・1C4M 1群/2群制御）に変更。主電動機は165kW出力化、6000形を電装解除 (CM2→CT2) してMT比は5M5Tとした。
これは、従来のVVVF制御方式ではCPUの性能が不十分で制御応答性に問題があり、また素子容量 (1,700V-400A) の制約により採用された1C2M制御方式では更新時のコストやその後のメンテナンス性に大きな問題があったためである。
新しい更新方式では高性能CPUによるベクトル制御方式の採用、大容量素子 (3,300V - 1,200A) による1C4M制御の採用と電動車数の減少により、コストダウンとメンテナンス性の向上を図った。また、ブレーキ方式は従来の均一ブレーキ制御ではなくT車遅れ込め制御を採用し、回生ブレーキ力を約25%向上させた。
補助電源装置はDCコンバータと補助用の電動発電機 (MG) を撤去の上、240kVA出力のIGBT素子による静止形インバータ (SIV)（三菱電機製または東芝製）に更新した。

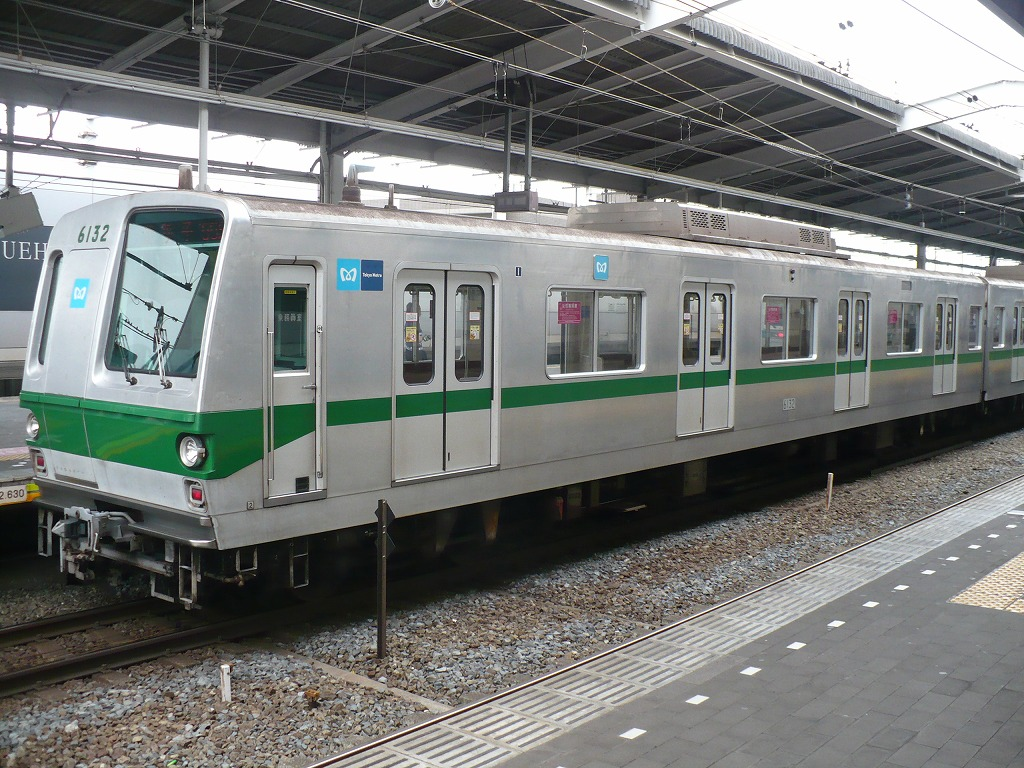
更新工事が施工された6132号車 客用ドアや冷房装置が交換されている
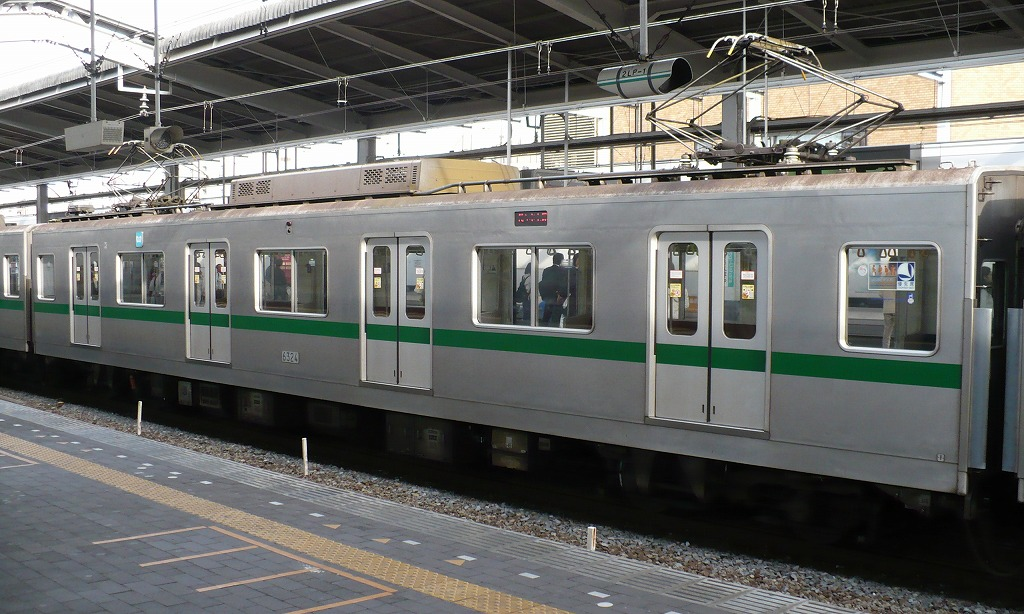
同じ更新を施工された6324号車
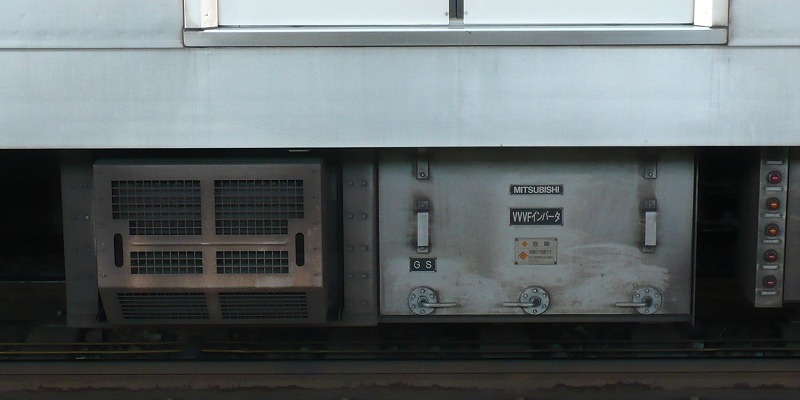
4次車以降更新車の三菱製VVVFインバータ装置 （MAP-174-15V122形）
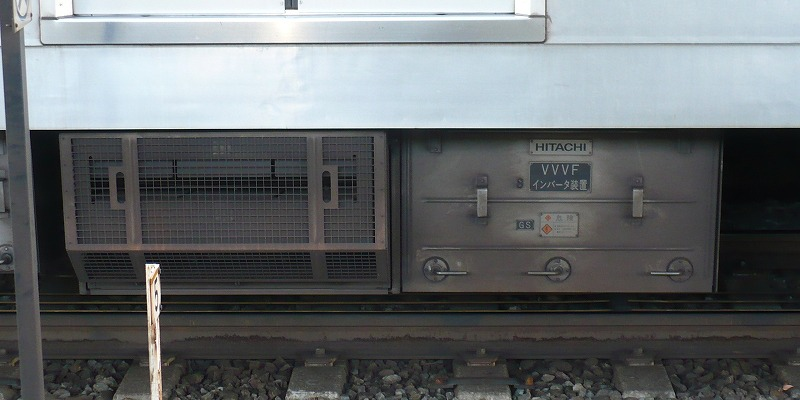
4次車以降更新車の日立製VVVFインバータ装置 （VFI-HR1420K形）
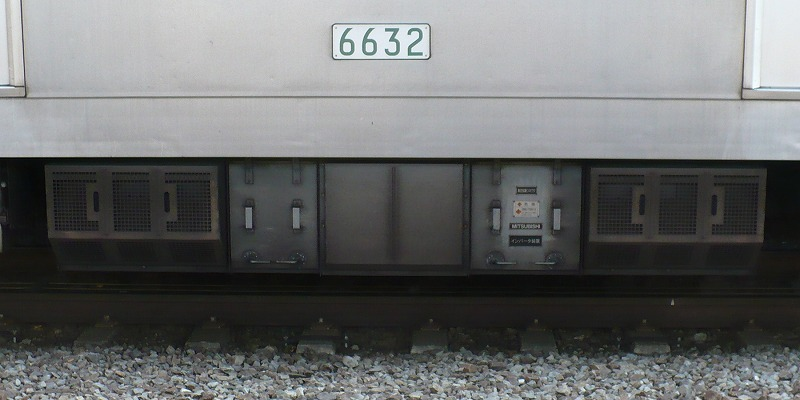
4次車以降更新車の三菱製SIV （NC-EAT240A形）
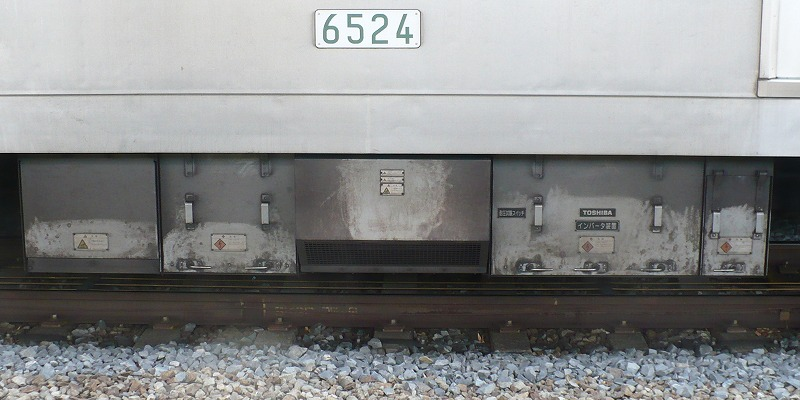
4次車以降更新車の東芝製SIV （INV172-A0形）
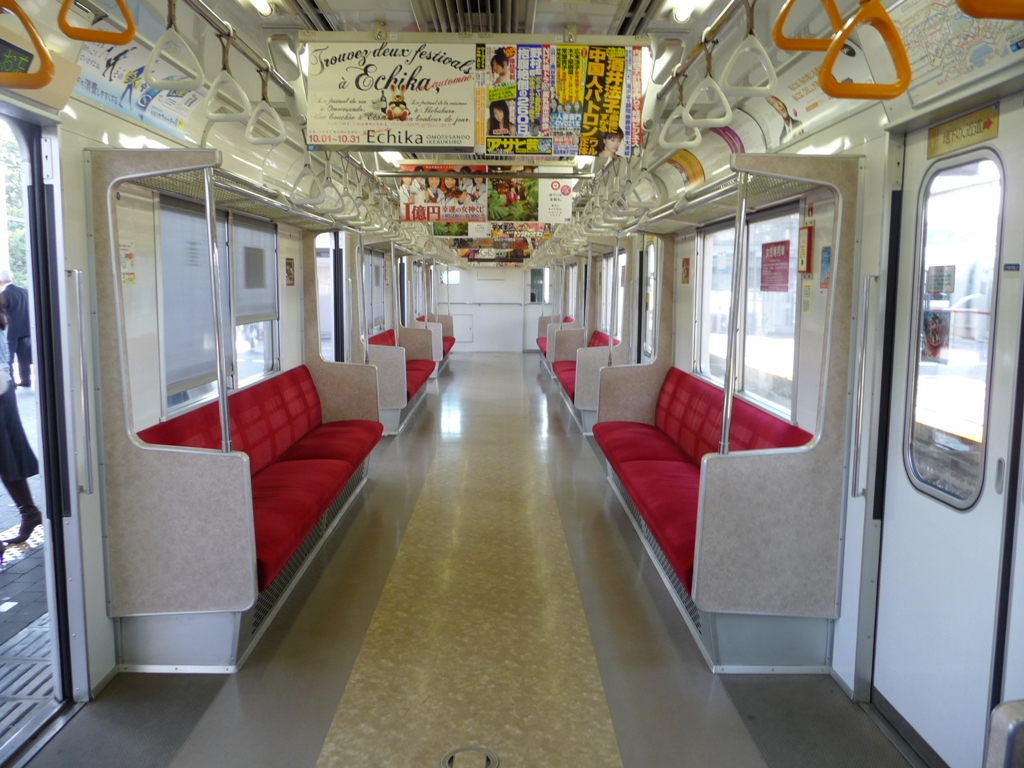
更新工事施工後の第28編成の車内

#### 車内など
車内は1995年（平成7年）以降の更新車同様に白色系化粧板、袖仕切は茶色系の化粧フィルム仕上げとしている。客用ドアは小窓タイプから大形窓タイプに交換した。ドアガラスは営団時代に施工した第24・28編成のみ複層ガラス構造としたが、東京メトロ移行後に施工した第22・29 - 32編成は従来の更新車同様単板ガラス構造となり、扉の取っ手も左右どちらか一方のみとなっている。
床敷物は更新時期によって異なり、従来更新車タイプのツートンカラー、薄茶色、灰色の3種類が採用されている。非常通報装置は当初、警報式2台とし、車椅子スペース部のみ対話式を1台新設したが、途中から各車2台設置ですべて対話式に変更した。荷棚の金網交換は省略された。
更新に合わせて車内案内表示器を千鳥配置で設置、自動放送装置、後述の更新クーラーに内蔵した車外スピーカーを新設し、「乗降促進放送」が可能となった。乗務員室内は従来更新車とほぼ同じであるが、車掌スイッチは機械式から間接制御式（リレー式）に変更された。また、6100形の屋根上のパンタグラフの撤去跡に残されていた配管・ランボードなどは完全に撤去された。
冷房装置は大容量の稼働率制御方式（ON/OFF制御式、58.0kW (50,000kcal/h)）に交換した。偶数編成には三菱電機製のCU769形、奇数編成には東芝製のRPU-15006形を採用している。装置キセは三菱製は角ばった形状、東芝製はやや丸みを帯びた形状で、外観に差異がある。

#### その他の更新工事

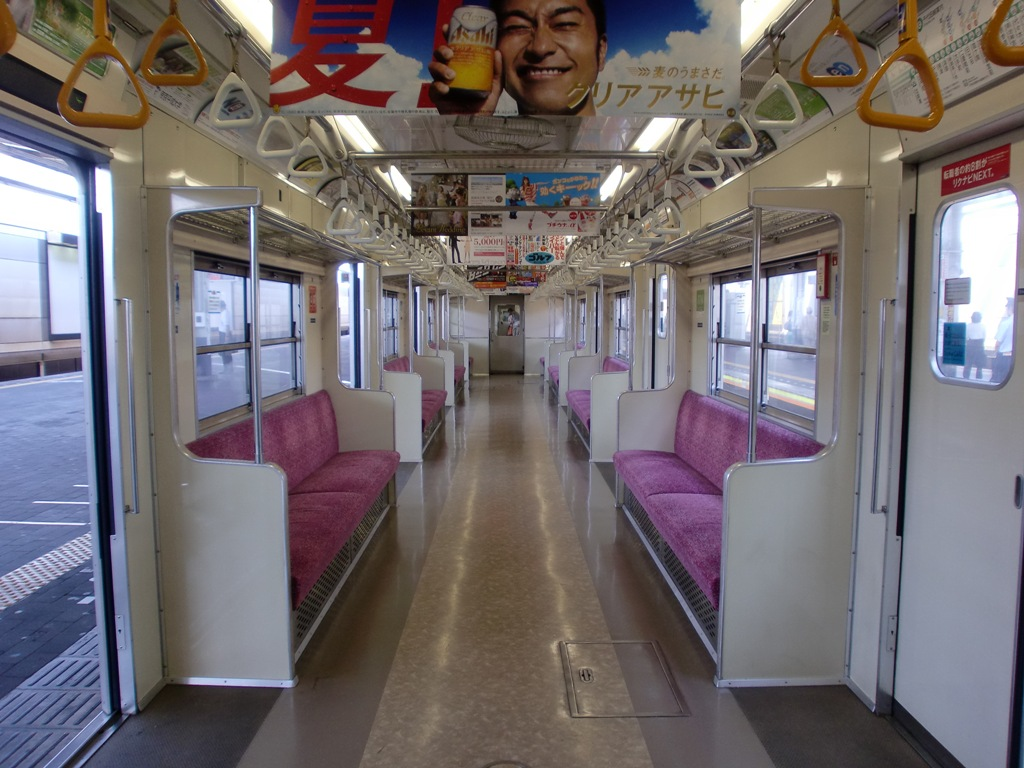
座席モケットが新しいものに張り替えられた車内

なお、これとは別に、以下の更新が全車両に施工されている。
- ドア上部の線路方向へつり革を増設。
- 車両間転落防止幌設置。
- 座席モケットをピンク色のプリント品に交換、優先席モケットは青色化を実施（4次量産車以降は優先席を除き着席区分柄）。
- 車内の号車札・消火器・非常通報器などの表記を10000系と同じ蓄光性のシールに交換。
- 優先席付近のつり革をオレンジ色のものに取り替え。

### 運転台の改修
運転台については、更新後も計器盤、マスコン・ブレーキ操作器などは従来のものがほぼそのまま使用されているが、前述したユニバーサル表示器の設置や表示灯類の更新、運転士操作器（乗務員間連絡用インターホン）の更新（受話器形→マイク式）、車内放送マイクの更新などの改良も実施されている。さらに、非常通報器の対話式化と合わせて、非常通報受報器の追加がされている。
1999年（平成11年）12月に千代田線・常磐緩行線で一段ブレーキ制御方式ATC（営団呼称：新CS-ATC、JR呼称：ATC-10）の使用が開始されたため、車両のATC機器の更新と運転台の改修（速度計の交換、表示灯類の改修など）を実施した。
2008年（平成20年）からはJR線用の列車無線機をデジタル無線へ対応させる改造が実施された。
小田急線用の新保安装置D-ATS-P装置の取り付けも行われた。なお、小田急多摩線においては2012年（平成24年）3月31日よりD-ATS-P装置の使用が開始されている。

## 編成形態変更工事
2007年度からは編成形態バランスや車両性能を考慮して、6M4T編成車の形態を以下のとおり変更している。
|      | ← 本厚木・唐木田・代々木上原綾瀬・取手 → |             |             |             |             |             |              |             |             |              |
| 号車 | 1                                        | 2           | 3           | 4           | 5           | 6           | 7            | 8           | 9           | 10           |
| 形式 | 6100形 (CT1)                             | 6300形 (M1) | 6400形 (M2) | 6500形 (Tc) | 6700形 (M1) | 6800形 (M2) | 6600形 (Tc') | 6200形 (T2) | 6900形 (M1) | 6000形 (CM2) |

ブレーキ装置は、VVVFインバータ制御車（第02・04・08・09・14・16 - 21編成に実施）はブレーキ受信装置の移設を行い、均一ブレーキ制御から遅れ込め制御に変更している、なお、チョッパ制御車（第34編成に実施）はブレーキ装置の変更ができないため、均一ブレーキ制御を踏襲している。
車内では9号車の6900形に変更はないが、2号車となる6300形に車椅子スペースを新設し、8号車となった6200形の車椅子スペースはフリースペースへと変更した。

## 編成別の特徴

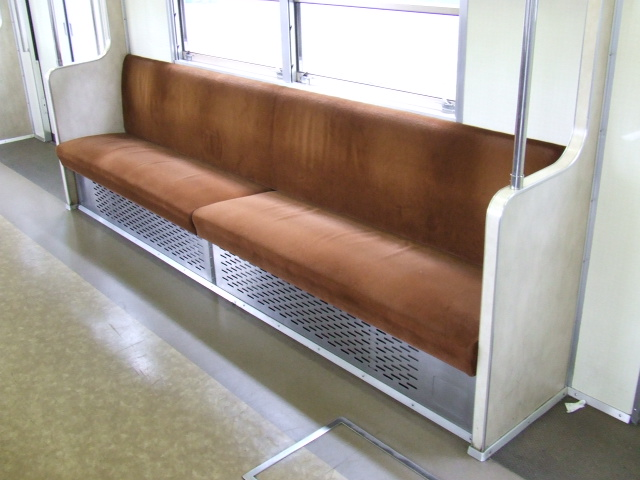
客用扉間の座席 （従来モケット・3次量産車までが使用）
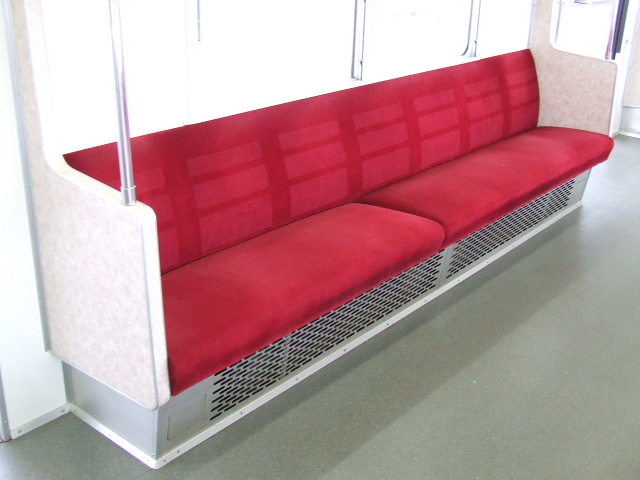
客用扉間の座席 （従来モケット・4次量産車以降が使用）
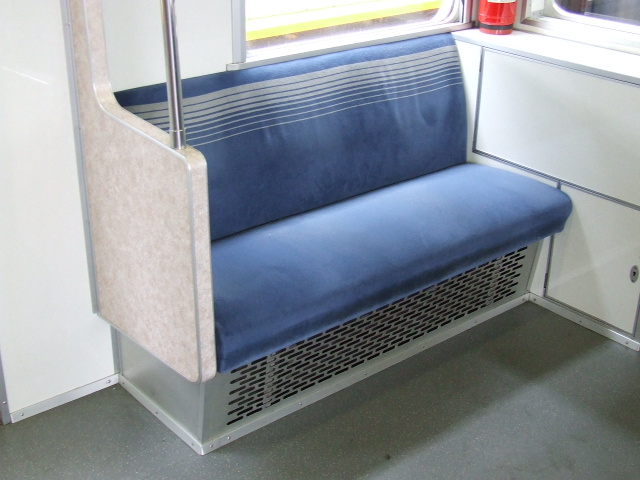
車端部優先席 （従来モケット）
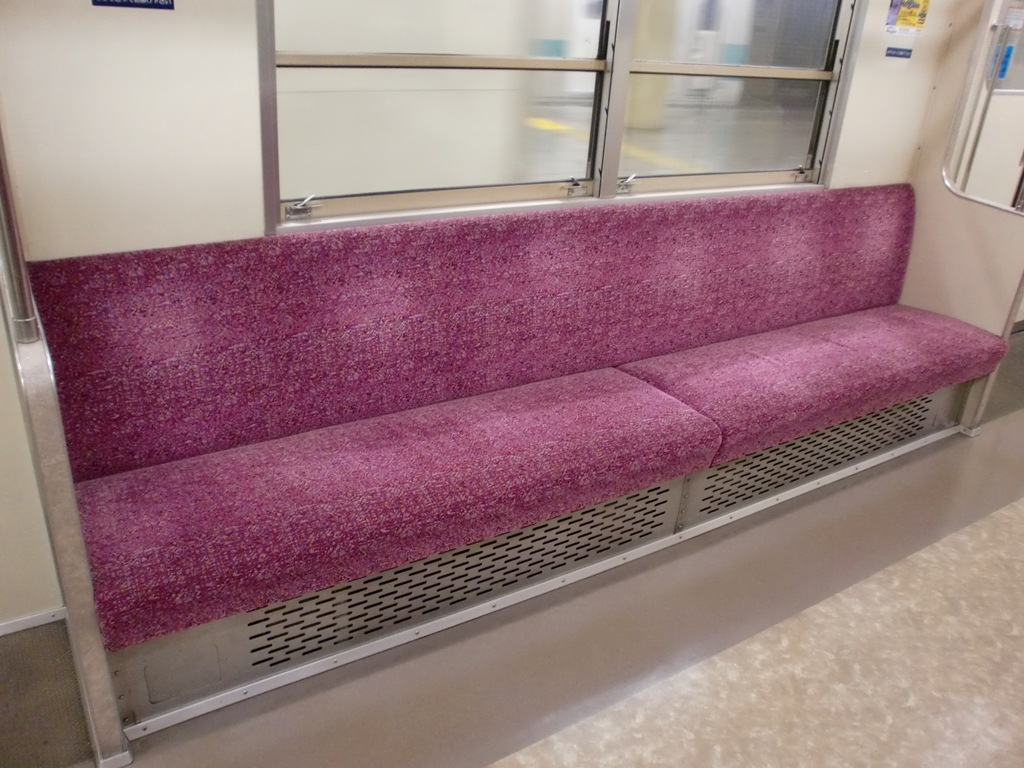
客用扉間の座席 （新モケット）
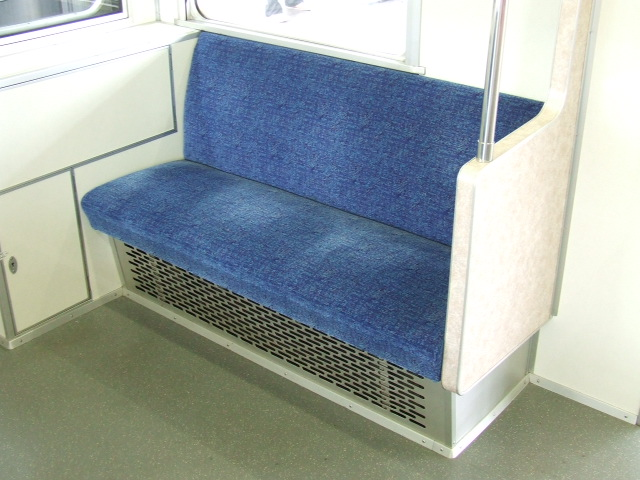
車端部座席 （新モケット）
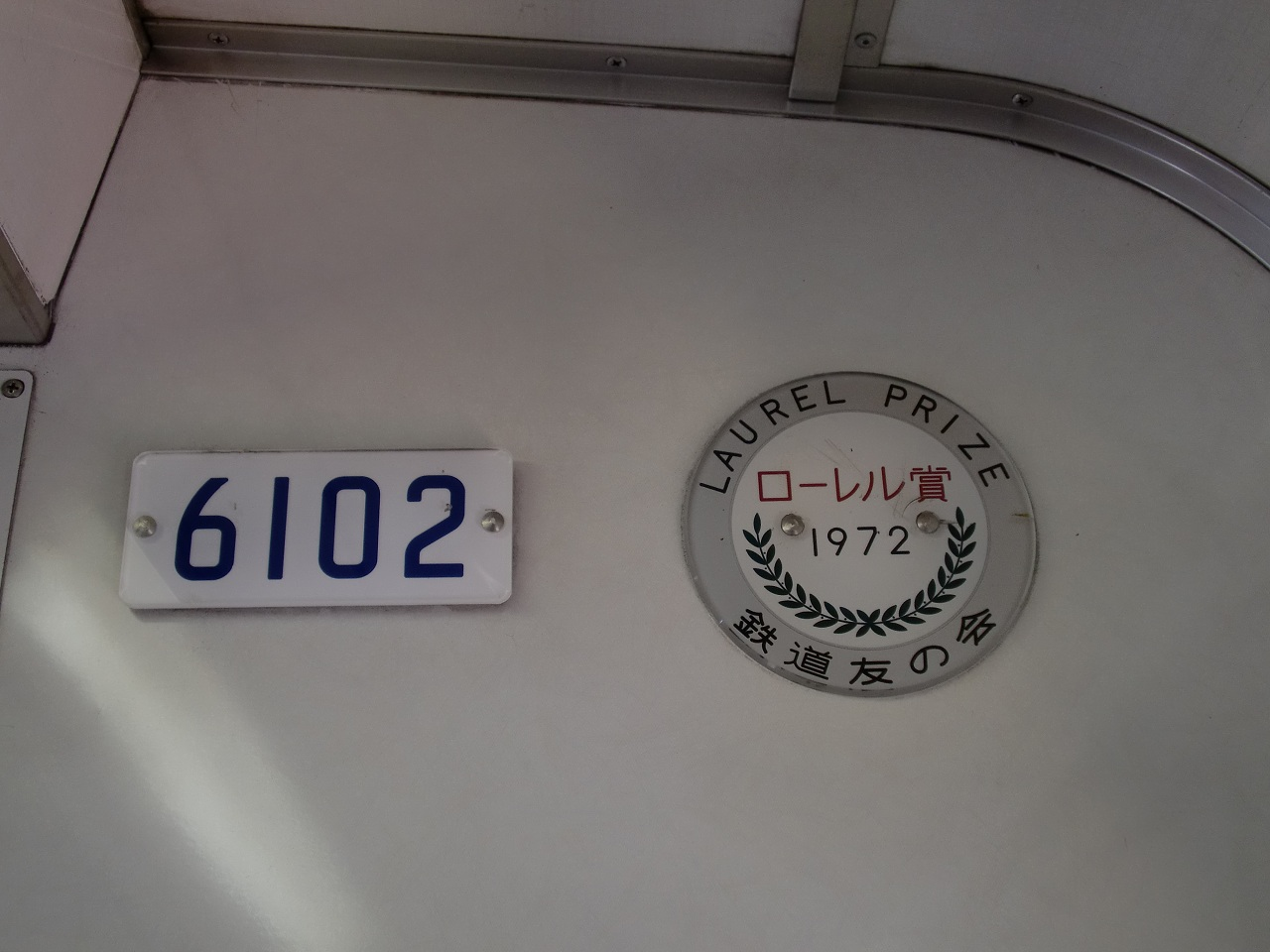
第02編成の先頭車に設置されている ローレル賞受賞記念プレート

「備考」に特に注意がない限り、2017年9月30日現在。編成によって付加機能の設置状況はまちまちである。
| - 制御装置 - CHOP未更新（7本） - (1) … 23・25 - 27（4本） - (2) … 33 - 35（3本） - CHOP換装済（9本） - 三菱製 … 03・05・10・15（4本） - 日立製 … 06・07・10 - 13（6本） - VVVF 3レベルインバータ 6M4T編成（12本） 主電動機出力160kW - 三菱製 … 01・04・09・16・18・20・21（7本） - 日立製 … 02・08・14・17・19（5本） - VVVF 2レベルインバータ 5M5T編成（7本） 主電動機（かご形三相誘導電動機）出力165kW 純電気ブレーキ対応 - 三菱製 … 22・24・30・32（4本） - 日立製 … 28・29・31（3本） | - ※1：LED式車内案内表示器+ドアチャイム … 03 - 05・08 - 10・16・22・24・28 - 32・35 - ※2：車内自動案内放送 - ※3：運転台のユニバーサル表示器 - ※4：車椅子スペース（編成中に2か所設置） - ※5：全ての広幅貫通路の狭幅貫通路化 … 1次試作車・01 - 05・08 - 10・12 - 14・16 - 21 （1次試作車・第02 - 04・14・16 - 18・20・21編成は、一部の貫通扉の窓が大型化されている） - ※6：従来タイプモケットが存在 - 茶色モケット … 01・05 - 赤色モケット … 26・34 - ※7：更新後の車内内装 - 1989年度 - 1991年度施工 … 化粧板・袖仕切がクリーム色に近い色 - 1次試作車・03・05・07 - 10・12・13 - 1995年度 - 2000年度施工 … 化粧板は白色系、袖仕切は茶色の柄模様入り - 01・02・04・06・11・14 - 21 - 2003年度 - 2004年度施工 … 化粧板は白色系、袖仕切は茶色の柄模様入り、扉窓大（複層ガラス） - 24・28 - 2005年度 - 2007年度施工 … 化粧板は白色系、袖仕切は茶色の柄模様入り、扉窓大（単板ガラス） - 22・29 - 32 - ※8:広幅貫通路編成（キノコ型）… 06・07・11・15 - ※9:冷気吹き出し口がサブダクト方式 … 08 - 10 |

| 編成番号と 製造次      | 車体製造メーカー          | 制御装置(MT比)                        | 動向                          | 車内案内・ ドアチャイム （※1） | 行先 表示器 | 自動 放送 （※2） | 運転台 表示器 （※3） | 車椅子 スペース （※4） | 窓形態           | 備考 |
| ---------------------- | ------------------------- | ------------------------------------- | ----------------------------- | ------------------------------ | ----------- | ---------------- | -------------------- | ---------------------- | ---------------- | --- |
| 1次試作車              | 汽車製造                  | 抵抗制御 2M1T                         | 運用終了（備考欄を参照）      | なし                           | 幕式        | なし             | なし                 | なし                   | 2段窓            | 汽車製造製 2014年5月より休車中・2016年6月10日新木場回送済。                                                                                         |
| 第01編成 （2次試作車） | 川崎重工業                | VVVF 3レベル 三菱 6M4T 編成形態変更済 | インドネシアへ譲渡            | なし                           | LED式       | あり             | あり                 | あり                   | 1枚窓 （改造）   | 座席モケットは従来タイプ(茶系)。小田急線乗り入れ不可。2016年5月9日運用終了・新木場回送済。                                                          |
| 第02編成 （1次車）     | 川崎重工業                | VVVF 3レベル 日立 6M4T 編成形態変更済 | 運用終了                      | なし                           | LED式       | あり             | あり                 | あり                   | 1枚窓 （改造）   | ローレル賞受賞記念プレートを設置 |
| 第03編成 （1次車）     | 川崎重工業                | CHOP （三菱製に換装）                 | 廃車解体                      | あり                           | LED式       | あり             | あり                 | あり                   | 2段窓            | 2011年9月廃車。 小田急線乗り入れ不可 |
| 第04編成 （1次車）     | 川崎重工業                | VVVF 3レベル 三菱 6M4T 編成形態変更済 | 廃車解体                      | あり                           | LED式       | あり             | あり                 | あり                   | 1枚窓 （改造）   | 2016年3月25日廃車 |
| 第05編成 （1次車）     | 川崎重工業                | CHOP （三菱製に換装）                 | インドネシアへ譲渡 (廃車解体) | あり                           | LED式       | あり             | あり                 | あり                   | 2段窓            | 座席モケットは従来タイプ(茶系)。小田急線乗り入れ不可。2012年9月廃車解体. インドネシアでは2025年4月廃車解体.                                         |
| 第06編成 （1次車）     | 日本車輌製造 （東京支店） | CHOP （日立製に換装）                 | インドネシアへ譲渡            | なし                           | LED式       | あり             | あり                 | あり                   | 1枚窓 （改造）   | 2011年9月廃車 |
| 第07編成 （1次車）     | 日本車輌製造 （東京支店） | CHOP （日立製に換装）                 | インドネシアへ譲渡            | なし                           | LED式       | あり             | あり                 | あり                   | 2段窓            | 2012年1月廃車 |
| 第08編成 （1次車）     | 東急車輛製造              | VVVF 3レベル 日立 6M4T 編成形態変更済 | インドネシアへ譲渡            | あり                           | LED式       | あり             | あり                 | あり                   | 2段窓            | 冷気吹き出し口がサブダクト方式。2016年6月20日運用終了・新木場回送済。                                                                               |
| 第09編成 （1次車）     | 川崎重工業                | VVVF 3レベル 三菱 6M4T 編成形態変更済 | 廃車解体                      | あり                           | LED式       | あり             | あり                 | あり                   | 1枚窓 （改造）   | 冷気吹き出し口がサブダクト方式。2015年11月廃車 |
| 第10編成 （1次車）     | 近畿車輛                  | CHOP （換装済 備考を参照）            | 廃車解体                      | あり                           | LED式       | あり             | あり                 | あり                   | 2段窓            | 制御装置は、6310が日立製、6710と6910が三菱製を搭載。冷気吹き出し口がサブダクト方式。2010年11月廃車                                                  |
| 第11編成 （1次車）     | 日本車輌製造 （東京支店） | CHOP （日立製に換装）                 | インドネシアへ譲渡 (廃車解体) | なし                           | LED式       | あり             | あり                 | あり                   | 1枚窓 （改造）   | 2012年11月廃車。 小田急線乗り入れ不可 |
| 第12編成 （1次車）     | 汽車製造                  | CHOP （日立製に換装）                 | インドネシアへ譲渡            | なし                           | LED式       | あり             | あり                 | あり                   | 2段窓            | 汽車製造製 2011年9月廃車。チカム駅2017年11月廃車解体。                                                                                              |
| 第13編成 （1次車）     | 汽車製造                  | CHOP （日立製に換装）                 | インドネシアへ譲渡            | なし                           | LED式       | あり             | あり                 | あり                   | 2段窓            | 汽車製造製 2012年8月廃車。デポック車区2017年11月廃車解体。                                                                                          |
| 第14編成 （2次車）     | 川崎重工業                | VVVF 3レベル 日立 6M4T 編成形態変更済 | 廃車解体                      | なし                           | LED式       | あり             | あり                 | あり                   | 1枚窓 （改造）   | 2016年1月25日廃車 |
| 第15編成 （2次車）     | 川崎重工業                | CHOP （三菱製に換装）                 | インドネシアへ譲渡 (廃車解体) | なし                           | LED式       | あり             | あり                 | あり                   | 1枚窓 （改造）   | 2011年1月廃車, インドネシアでは2025年4月廃車解体。                                                                                                  |
| 第16編成 （2次車）     | 川崎重工業                | VVVF 3レベル 三菱 6M4T 編成形態変更済 | インドネシアへ譲渡            | あり                           | LED式       | あり             | あり                 | あり                   | 1枚窓 （改造）   | ラインカラーのフィルム化は客用ドア部分のみ施工されていたが、編成替えの際に、それ以外の部分もフィルム化された。2016年7月19日運用終了・新木場回送済。 |
| 第17編成 （2次車）     | 日本車輌製造              | VVVF 3レベル 日立 6M4T 編成形態変更済 | インドネシアへ譲渡            | なし                           | LED式       | あり             | あり                 | あり                   | 1枚窓 （改造）   | 2016年6月24日運用終了・新木場回送済。 |
| 第18編成 （2次車）     | 東急車輛製造              | VVVF 3レベル 三菱 6M4T 編成形態変更済 | インドネシアへ譲渡            | なし                           | LED式       | あり             | あり                 | あり                   | 1枚窓 （改造）   | 2016年8月9日運用終了・新木場回送済。 |
| 第19編成 （2次車）     | 近畿車輛                  | VVVF 3レベル 日立 6M4T 編成形態変更済 | インドネシアへ譲渡            | なし                           | LED式       | あり             | あり                 | あり                   | 1枚窓 （改造）   | 2017年1月20日運用終了・新木場回送済。 |
| 第20編成 （3次車）     | 川崎重工業                | VVVF 3レベル 三菱 6M4T 編成形態変更済 | インドネシアへ譲渡            | なし                           | LED式       | あり             | あり                 | あり                   | 1枚窓 （改造）   | 2017年5月23日運用終了・新木場回送済。 |
| 第21編成 （3次車）     | 日本車輌製造              | VVVF 3レベル 三菱 6M4T 編成形態変更済 | インドネシアへ譲渡            | なし                           | LED式       | あり             | あり                 | あり                   | 1枚窓 （改造）   | 2017年4月21日運用終了・新木場回送済。 |
| 第22編成 （4次車）     | 川崎重工業                | VVVF 2レベル 三菱 5M5T                | インドネシアへ譲渡            | あり                           | LED式       | あり             | あり                 | あり                   | 1枚窓 （新製時） | 2018年1月27日運用終了・新木場回送済。 |
| 第23編成 （4次車）     | 日本車輌製造              | CHOP                                  | インドネシアへ譲渡            | なし                           | 幕式        | なし             | なし                 | なし                   | 1枚窓 （新製時） | 2012年2月廃車 |
| 第24編成 （4次車）     | 川崎重工業                | VVVF 2レベル 三菱 5M5T                | インドネシアへ譲渡            | あり                           | LED式       | あり             | あり                 | あり                   | 1枚窓 （新製時） | 2017年3月27日運用終了・新木場回送済。 |
| 第25編成 （4次車）     | 川崎重工業                | CHOP                                  | インドネシアへ譲渡 (廃車解体) | なし                           | 幕式        | なし             | なし                 | なし                   | 1枚窓 （新製時） | 2012年2月廃車 |
| 第26編成 （4次車）     | 日本車輌製造              | CHOP                                  | インドネシアへ譲渡 (廃車解体) | なし                           | 幕式        | なし             | なし                 | なし                   | 1枚窓 （新製時） | 2011年1月廃車 |
| 第27編成 （4次車）     | 日本車輌製造              | CHOP                                  | インドネシアへ譲渡            | なし                           | 幕式        | なし             | なし                 | なし                   | 1枚窓 （新製時） | 座席モケットは従来タイプ(赤系)。2012年9月廃車 |
| 第28編成 （4次車）     | 川崎重工業                | VVVF 2レベル 日立 5M5T                | 廃車解体                      | あり                           | LED式       | あり             | あり                 | あり                   | 1枚窓 （新製時） | 2015年12月廃車 |
| 第29編成 （5次車）     | 日本車輌製造              | VVVF 2レベル 日立 5M5T                | インドネシアへ譲渡            | あり                           | LED式       | あり             | あり                 | あり                   | 1枚窓 （新製時） | 2017年7月8日運用終了・新木場回送済。 |
| 第30編成 （5次車）     | 近畿車輛                  | VVVF 2レベル 三菱 5M5T                | インドネシアへ譲渡            | あり                           | LED式       | あり             | あり                 | あり                   | 1枚窓 （新製時） | 2018年11月11日運用終了 |
| 第31編成 （5次車）     | 東急車輛製造              | VVVF 2レベル 日立 5M5T                | インドネシアへ譲渡            | あり                           | LED式       | あり             | あり                 | あり                   | 1枚窓 （新製時） | 2016年9月19日運用終了・新木場回送済。 |
| 第32編成 （5次車）     | 川崎重工業                | VVVF 2レベル 三菱 5M5T                | インドネシアへ譲渡            | あり                           | LED式       | あり             | あり                 | あり                   | 1枚窓 （新製時） | 2017年2月10日運用終了・新木場回送済。 |
| 第33編成 （6次車）     | 近畿車輛                  | CHOP                                  | インドネシアへ譲渡            | なし                           | 幕式        | なし             | なし                 | なし                   | 1枚窓 （新製時） | 当初は編成組替を実施予定だったものの、計画変更により実施されないまま廃車された。2012年9月廃車                                                       |
| 第34編成 （6次車）     | 近畿車輛                  | CHOP 編成形態変更済                   | インドネシアへ譲渡            | なし                           | 幕式        | なし             | なし                 | なし                   | 1枚窓 （新製時） | チョッパ車で唯一編成組替実施。座席モケットは従来タイプ(赤系)。2012年8月廃車                                                                         |
| 第35編成 （7次車）     | 東急車輛製造              | CHOP                                  | 廃車解体                      | あり                           | 幕式        | あり             | あり                 | なし                   | 1枚窓 （新製時） | 当初は編成組替を実施予定だったものの、計画変更により実施されないまま廃車された。2011年12月廃車                                                      |

1. 1 2  第35編成は製造当初から全客用ドアの上部に配置、それ以外は製造後に客用ドアの上部に左右交互に設置（千鳥配置）された。
2. ↑  1次試作車の側面の行先表示器は使用が停止されている。
3. ↑  MTの配置が異なるため当初は組替対象外だったが、2012年7月に組み替えられた。
【東京メトロ】6000系第1編成運用復帰 アーカイブ 2020年5月7日 - ウェイバックマシン - ネコ・パブリッシング『鉄道ホビダス』 RM News 2012年7月18日
4. ↑  理由は不明だが、第16編成だけは本系列で唯一ラインカラーの交換が施工されていなかった。なお、客用ドアは更新時に新規品に交換したので、ドア部だけはフィルム化されていた。
5. ↑  第35編成は製造当初から自動車内放送機能を搭載している。
6. ↑  第35編成は製造当初から運転台のユニバーサル表示器を搭載している。

- 客用扉間の座席
（従来モケット・3次量産車までが使用）
- 客用扉間の座席
（従来モケット・4次量産車以降が使用）
- 車端部優先席
（従来モケット）
- 客用扉間の座席
（新モケット）
- 車端部座席
（新モケット）
- 第02編成の先頭車に設置されている
ローレル賞受賞記念プレート

## 車内案内放送及び行先表示

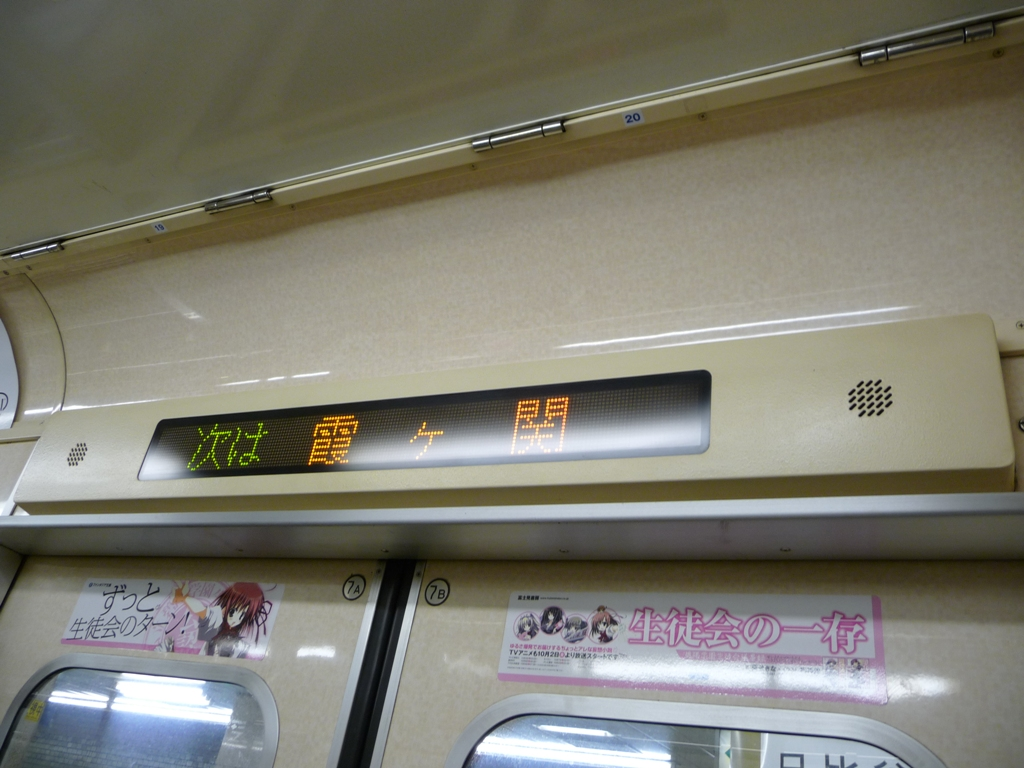
第35編成のLED式車内案内表示器

自動案内放送が対応するのは千代田線と小田急線内のみである。
当初は英語放送には対応していなかったが、千代田線内では2004年4月の営団民営化に合わせて、小田急線内では2008年6月の副都心線開業に合わせて英語放送が流れるようになった。
また、LED式車内案内表示器搭載編成はドアチャイムを併設しており、ドアの開閉時にチャイムが鳴る。この表示器はJR・小田急線内においても種別・行先、次の駅、乗り換え案内などの案内を表示する。
ドア上にあるLED式の車内案内表示器は、営団民営化に際して駅ナンバリングを表示させたが、JR線内では「For Yoyogi-uehara(C-01)」などの長い表示が収まらず、大文字の幅を狭めたり表示形式を変更したりしていた。具体的には、この部分はJR線内では駅番号も伴ったスクロール表示と駅番号非表示による固定表示が混在していた。地下鉄線内は民営化時に表示方法が変わったため問題はなかった。最終的には駅番号非表示による固定表示で統一した。
2005年8月24日にはこの点の他に一部の表示形式を変更し、千代田線からJR線への直通列車の場合に「JR常磐線直通 ○○ ゆき For ○○ on the JR Line」、千代田線から小田急線への直通列車の場合に「小田急線直通 ○○ ゆき For ○○ on the Odakyu Line」 と表示するようになった。
近年更新された編成は一部を除いて旧来のままの表示（単に「この電車は ○○ ゆき For ○○」）であり、表示形式に関しては他にも異なる部分がある。なお、我孫子方面からの綾瀬止まりの列車の場合でも「地下鉄千代田線直通 綾瀬 ゆき」と表示するほか、JR線から千代田線を経由して小田急線へ直通する列車でも、JR線内では「地下鉄千代田線直通 唐木田 ゆき」と表示する。
第35編成は登場当時から行先表示器が幕式であるものの、LED式の車内案内表示器および自動案内放送を搭載する。同編成と06系はすべてのドア上にLED表示器が搭載されている上、他の編成とは書体が異なる。
また、乗降促進メッセージおよびアナウンス用車外スピーカーも第22・24・28 - 32編成のリニューアル車と共に取り付けられている。これは主にラッシュ時などに使われ、発車の際にブザーが鳴った後「ドアが閉まります、ご注意下さい」と2回アナウンスされる（小田急線内では小田急車と同様の放送）。
なお、行先表示器が2004年当時、幕式になっている編成（22 - 35の各編成）の字幕は2004年（平成16年）12月11日の小田急電鉄のダイヤ改正の際に取り替えられている。側面部にも英語表記を追加したほか、準急・多摩急行・急行の表示形式・配色も小田急の車両と統一した。

## 運用
1次試作車は綾瀬駅 - 北綾瀬駅間の支線運用のみに用いられたが、2014年5月に05系に置き替えられ運用を終了した。
その他の編成は、千代田線（綾瀬駅 - 代々木上原駅間）と、乗り入れ先のJR常磐線（各駅停車）で運用された。2017年5月12日までは小田急小田原線・多摩線でも運用されていたが、翌日より同線にて新規格無線機（デジタル列車無線）の使用が開始され、6000系については新規格無線機への対応工事対象から外れたことから、乗り入れから撤退した。その後は主に平日の朝夕ラッシュ時に運用していた。
小田急線との直通種別は急行・多摩急行・準急で、このうち準急の運用は2003年（平成15年）3月29日改正から2016年（平成28年）3月26日改正まではすべて小田急車に限定されていたため、東京地下鉄車による運用はなかった（ただし、小田急車の代走として準急運用に充当することはあった）。
また、ダイヤが大きく乱れて小田急線・千代田線の相互直通運転が中止された場合、通常は東京地下鉄車が走らない代々木上原駅 - 小田急線新宿駅の区間を走行することもあったが、行先表示器には「新宿」の設定がない（16000系は「新宿」の表示が用意されている）。

## 廃車

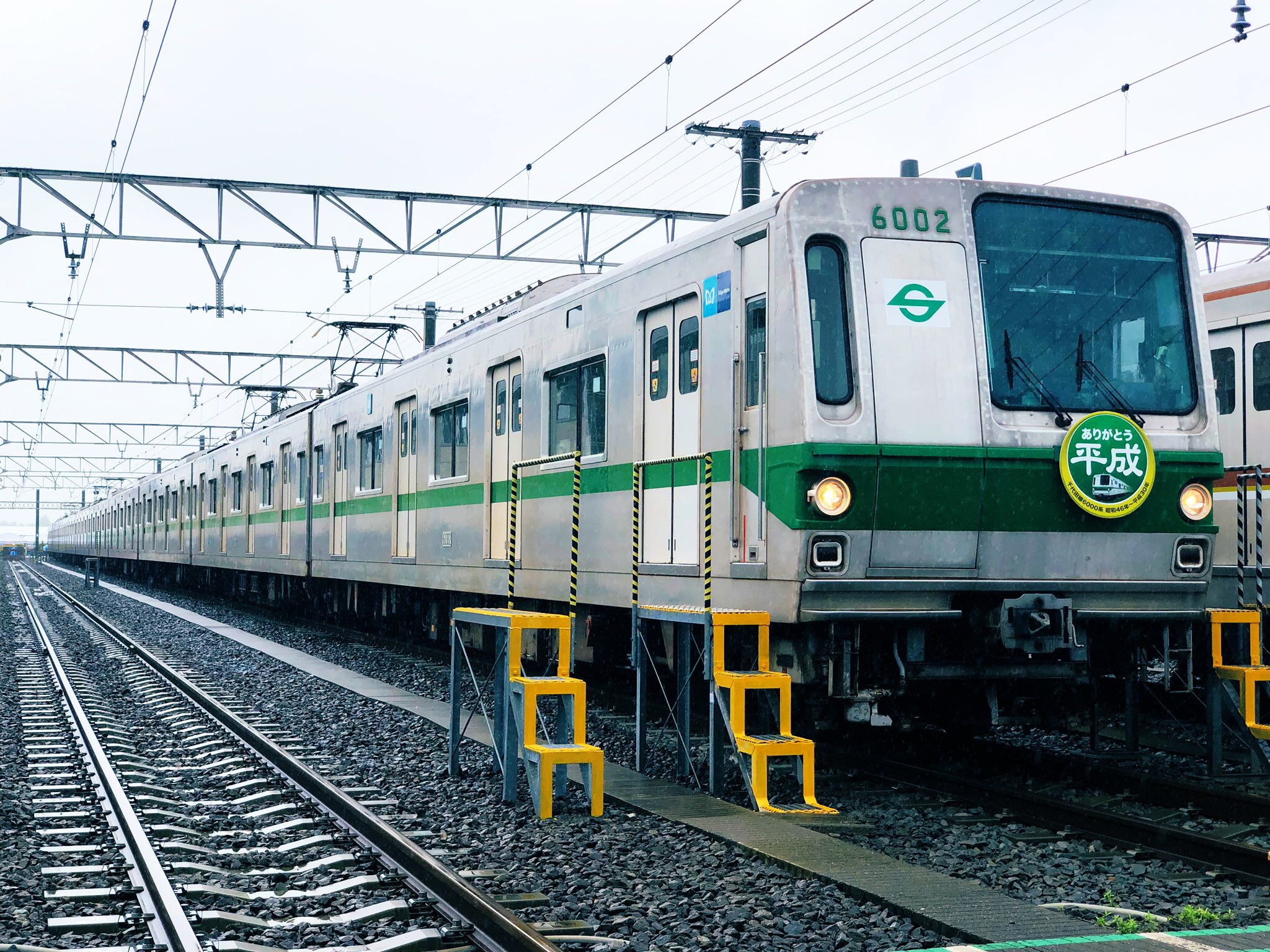
フル編成で新木場車両基地にて保存中の第02編成（3レベルVVVF車）（2019/7/7 新木場車両基地にて撮影)

車両更新の方針を「10年で小規模、20年で大規模、30年で小規模の更新工事を行い、40年で運用を離脱」としており、さまざまな改造を施しながら6000系は2010年9月末まで42年間廃車もなく運用され続けてきた。
その一方、千代田線は開業40周年を目前に控え、最古の車両の車齢が40年を超えたこと、また小田急の保安装置をD-ATS-Pへ更新する時期も重なり、このため、2010年度から16000系10両編成16本を順次導入することになった。
16000系の導入に伴って2010年度から本系列の廃車が始まり、まずは2010年10月1日付で第10編成が廃車、解体された。その後もチョッパ制御車より廃車が行われ、2012年までに16本が離脱、第03・10・35編成を除く13本はインドネシアに譲渡されている（後述）。2012年9月14日に第27編成が運用を離脱したのをもって、チョッパ制御の編成は全て千代田線での運用を終了した。なお、第33・35編成は当初更新工事の対象であったが、計画変更により実施することなく廃車された。
一次試作車は、製造から45年が経過した2014年（平成26年）5月16日に05系に置き換えられ、営業運転を終了した。
2015年度からは16000系4次車が導入されたことに伴い、同年10月23日に廃車解体された第09編成を皮切りにVVVFインバータ制御編成も廃車が始まった。2017年5月12日には乗り入れ先の小田急線でデジタル無線の使用が開始されたが、本系列はこの対象から外れたため小田急線直通運用から撤退し、それ以降は千代田線並びに常磐緩行線直通運用のうち、ラッシュ時間帯を中心に運用されることが多くなった。
2018年10月5日をもって定期運転を終了。最後まで残った第02編成と第30編成を使用し、同年11月11日まで土休日に限り綾瀬 - 霞ケ関間で1日1往復の特別運転が実施され、これをもって営業運行を終えた。その後、同年11月18日に綾瀬車両基地で開催された「メトロファミリーパーク in AYASE 2018」では、第30編成が特別装飾を付けた状態で展示され、第02編成は乗車体験車両として車庫線を往復した。
引退後も一次試作車と第02編成（6102F）は新木場車両基地に保存されており、前者は同車両基地内にある総合研修訓練センターの訓練車両として用いられている。

### インドネシアへの譲渡
廃車となった6000系のうち、インドネシアのPT Kereta Commuter Indonesia（以降PT KCI）が導入したもので、2010年度内には第26編成と第15編成の順で若洲木材埠頭より海上輸送された。引き続いて2011年度内には、第06・07・12・23・25編成が譲渡されている。その後、第05・11・13・27・33・34編成も譲渡されている。
2016年度よりVVVFインバータ制御車の譲渡が開始し、第01・08・16 - 19・24・31・32編成が譲渡され、2017年度内には第20 - 22・29編成が譲渡されている。2018年度に最後まで千代田線で活躍した第30編成が譲渡され完了した。
2017年11月以降、第12・13編成が廃車された。2020年現在、第01・05 - 08・15 - 27・29 - 34編成がKCI管内で運用されている。

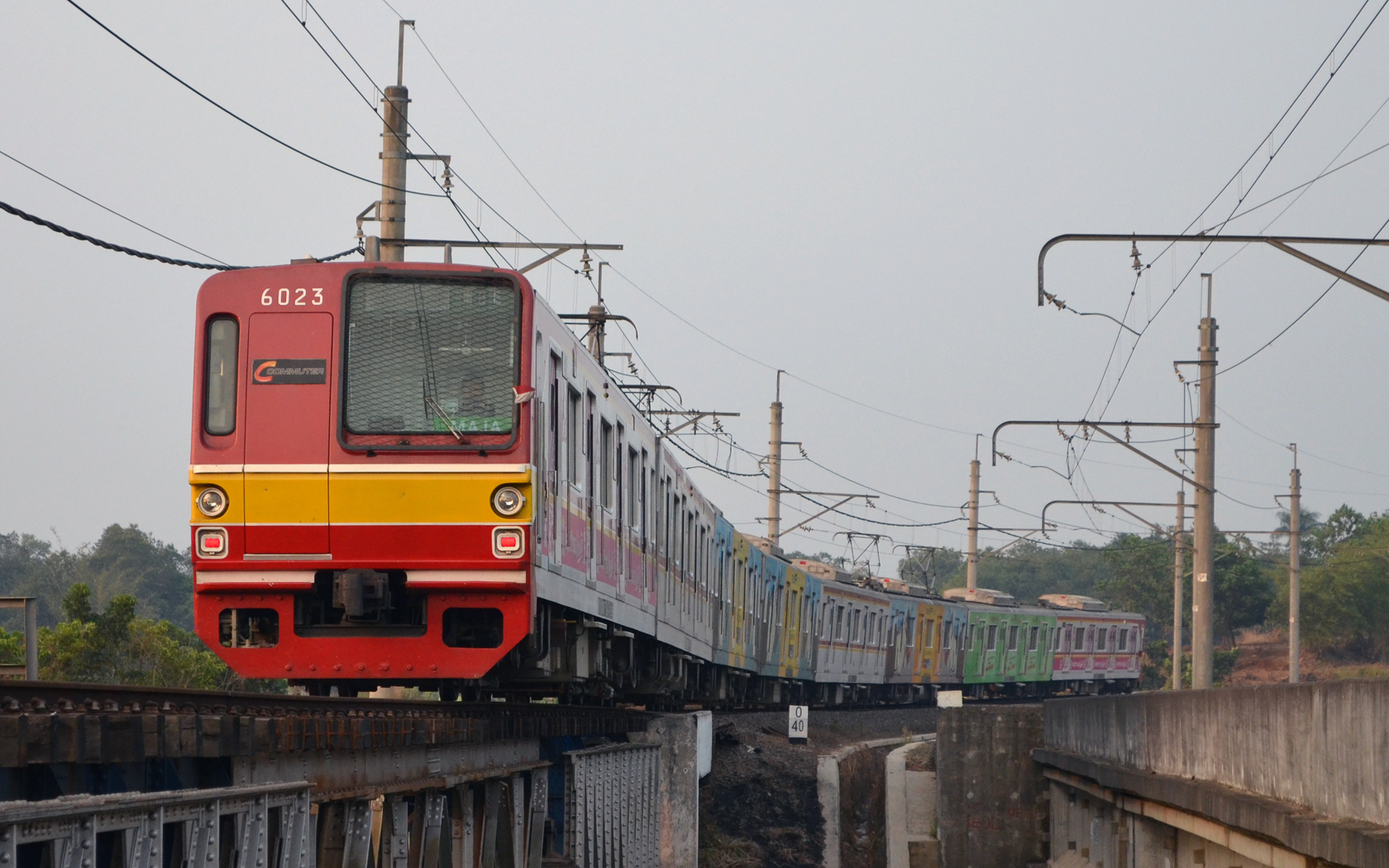
KCIで稼働中の初期導入編成（チョッパ車・第23編成）
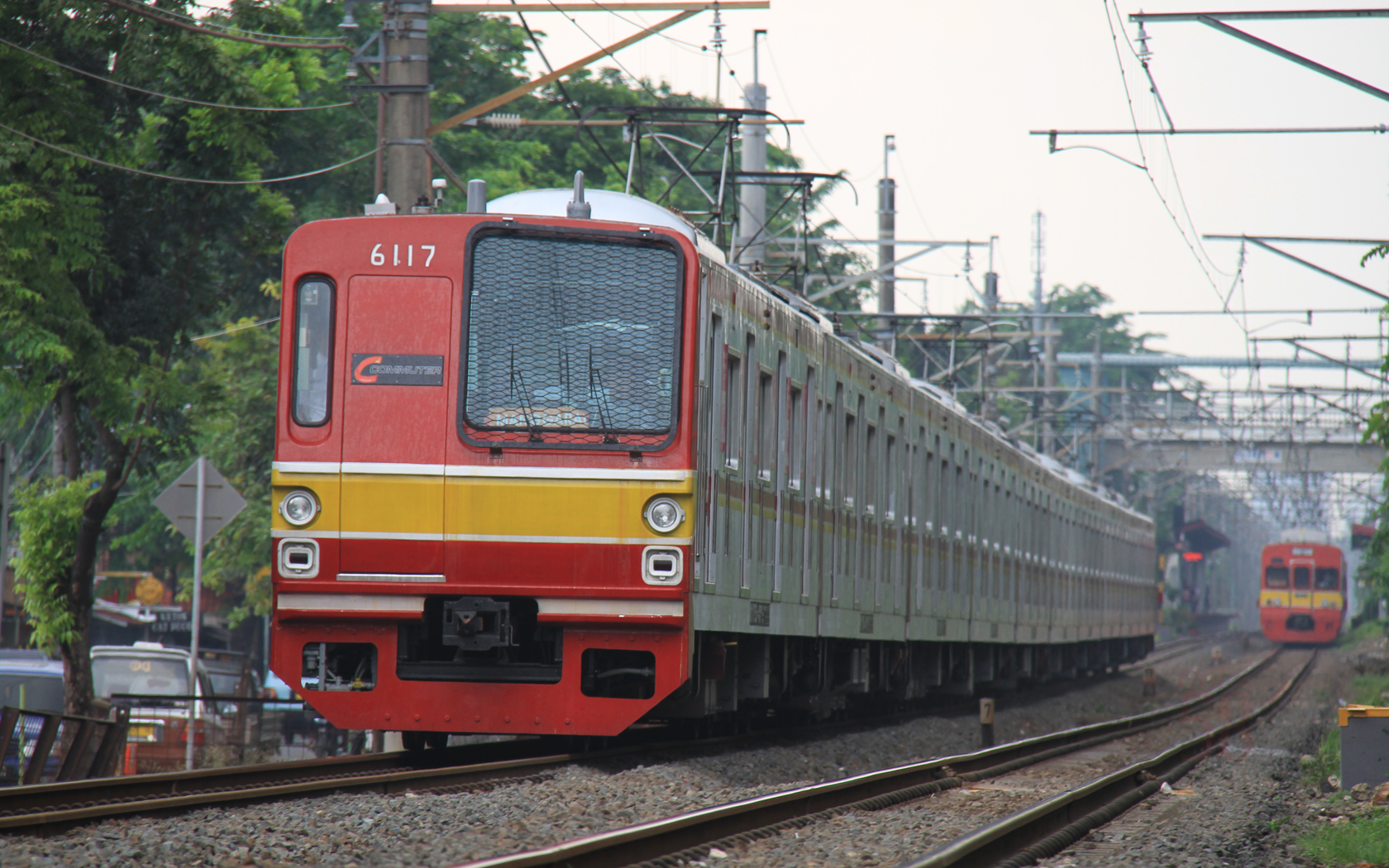
後期導入編成（3レベルVVVF車・第17編成）
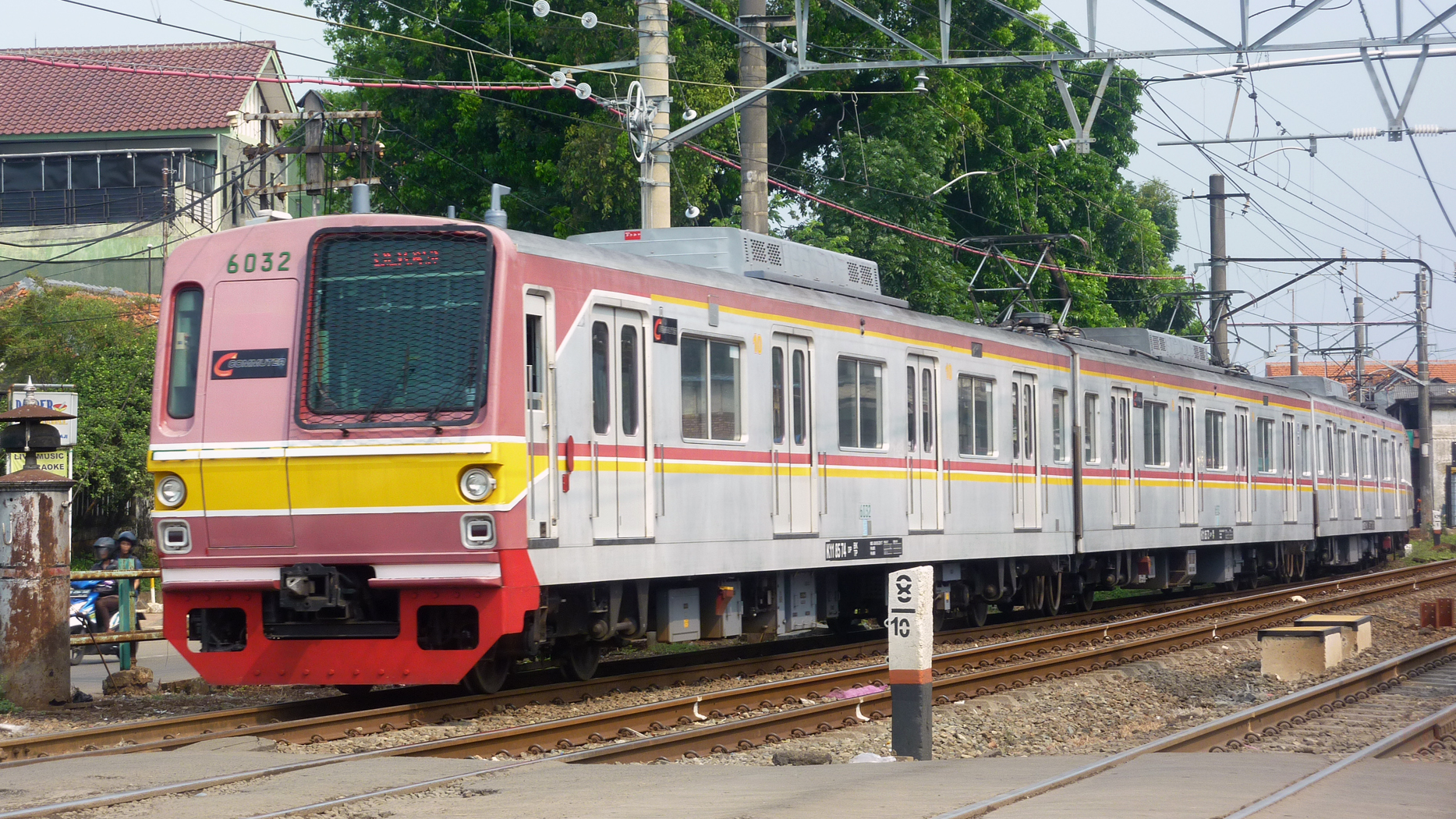
2レベルVVVF車・第32編成
- チカラン環状線スディルマン駅（英語版）に入線する車両
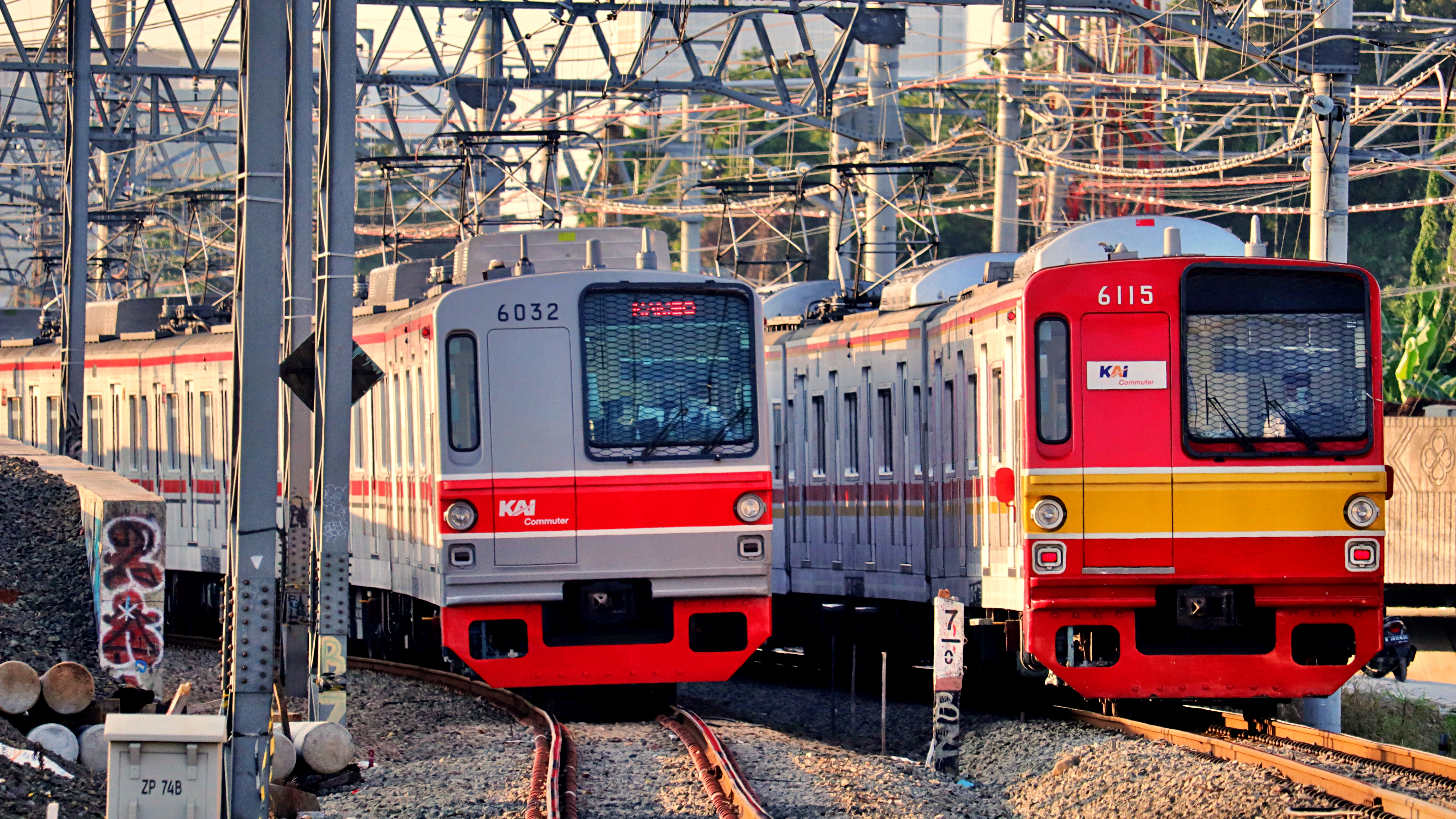
東京メトロ6000系6132編成と6115編成（インドネシア、2021年2月）

## その他
- 地下鉄博物館で運転シミュレータとして使用される運転台モックアップは5次車のものに準拠しており、車両番号は「6000」となっている（1985年・日本車輌製造製）。
- 1997年（平成9年）には全編成に「地下鉄走って70年」記念ステッカーが貼付された。
- 2004年（平成16年）9月26日、有楽町線新木場検車区一般公開に際し、「千代田ワープ号」の復路便として新木場 - 桜田門 - （連絡線通過） - 霞ケ関 - 北綾瀬間を走行している。
- 2007年（平成19年）12月15日の綾瀬車両基地一般公開に際し、第03・05編成に地下鉄開業80周年記念ステッカーが貼付された。
- 2008年（平成20年）11月22日、西日暮里駅で第22編成が出発の際のドア閉操作時にホームと反対側のドアが開くトラブルが発生している[86]。
- 2015年頃から関水金属（KATO）がNゲージを発売した。